# Список топонімів України, перейменованих внаслідок декомунізації
Це перелік населених пунктів і адміністративних одиниць України, перейменованих відповідно до Закону України № 317-VIII «Про засудження комуністичного та націонал-соціалістичного (нацистського) тоталітарних режимів в Україні та заборону пропаганди їхньої символіки». Станом на 1 січня 2024 року було перейменовано 987 населених пунктів, 25 районів і 27 районів у містах.

## Позначення
- ПВРУ 984-VIII — Постанова Верховної Ради України від 4 лютого 2016 року № 984-VIII «Про перейменування окремих населених пунктів та районів»
- ПВРУ 1037-VIII — Постанова Верховної Ради України від 17 березня 2016 року № 1037-VIII «Про перейменування окремих населених пунктів»
- ПВРУ 1351-VIII — Постанова Верховної Ради України від 12 травня 2016 року № 1351-VIII «Про перейменування окремих населених пунктів та районів на тимчасово окупованих територіях Донецької та Луганської областей»
- ПВРУ 1352-VIII — Постанова Верховної Ради України від 12 травня 2016 року № 1352-VIII «Про перейменування окремих населених пунктів та районів Автономної Республіки Крим та міста Севастополя»
- ПВРУ 1353-VIII — Постанова Верховної Ради України від 12 травня 2016 року № 1353-VIII «Про перейменування окремих населених пунктів»
- ПВРУ 1374-VIII — Постанова Верховної Ради України від 19 травня 2016 року № 1374-VIII «Про перейменування деяких населених пунктів»
- ПВРУ 1377-VIII — Постанова Верховної Ради України від 19 травня 2016 року № 1377-VIII «Про перейменування окремих населених пунктів та районів»

Статус населених пунктів:
- підкреслені центри областей
- жирним виділені центри районів (на 2016 рік)
- курсивом виділені центри об'єднаних територіальних громад (для громад, у яких на той час відбулися або були призначені вибори)

Назви адміністративних одиниць, яким підпорядковані адміністративні одиниці або населені пункти, вказано станом на 1 січня 2016 року.

## Адміністративні одиниці

### Області
Оскільки перелік областей України міститься в 133 статті Конституції, то їх перейменування вимагає внесення змін до Основного Закону. Внесення змін до Конституції відбувається за іншою, складнішою, парламентською процедурою, аніж ухвалення звичайних постанов Верховної Ради, тому станом на 1 січня 2020 року дві області України лишаються не перейменованими, і їх назви досі суперечать Закону.
Області, що підлягають перейменуванню:
- Дніпропетровська
- Кіровоградська

### Райони
| Стара назва                  | Область          | Нова назва            | Посилання      |
| ---------------------------- | ---------------- | --------------------- | -------------- |
| Дніпропетровський район      | Дніпропетровська | Дніпровський район    | ПВРУ 1377-VIII |
| Артемівський район           | Донецька         | Бахмутський район     | ПВРУ 984-VIII  |
| Володарський район           | Донецька         | Нікольський район     | ПВРУ 1353-VIII |
| Красноармійський район       | Донецька         | Покровський район     | ПВРУ 1353-VIII |
| Краснолиманський район       | Донецька         | Лиманський район      | ПВРУ 1377-VIII |
| Першотравневий район         | Донецька         | Мангушський район     | ПВРУ 1377-VIII |
| Тельманівський район         | Донецька         | Бойківський район     | ПВРУ 1351-VIII |
| Володарсько-Волинський район | Житомирська      | Хорошівський район    | ПВРУ 1353-VIII |
| Червоноармійський район      | Житомирська      | Пулинський район      | ПВРУ 1377-VIII |
| Куйбишевський район          | Запорізька       | Більмацький район     | ПВРУ 1353-VIII |
| Кіровоградський район        | Кіровоградська   | Кропивницький район   | ПВРУ 2615-VIII |
| Ульяновський район           | Кіровоградська   | Благовіщенський район | ПВРУ 1377-VIII |
| Краснодонський район         | Луганська        | Сорокинський район    | ПВРУ 1351-VIII |
| Свердловський район          | Луганська        | Довжанський район     | ПВРУ 1351-VIII |
| Жовтневий район              | Миколаївська     | Вітовський район      | ПВРУ 1377-VIII |
| Комінтернівський район       | Одеська          | Лиманський район      | ПВРУ 1465-VIII |
| Котовський район             | Одеська          | Подільський район     | ПВРУ 1353-VIII |
| Красноокнянський район       | Одеська          | Окнянський район      | ПВРУ 1377-VIII |
| Фрунзівський район           | Одеська          | Захарівський район    | ПВРУ 1377-VIII |
| Цюрупинський район           | Херсонська       | Олешківський район    | ПВРУ 1377-VIII |
| Щорський район               | Чернігівська     | Сновський район       | ПВРУ 1353-VIII |

| Стара назва              | Область/АРК | Нова назва           | Посилання      |
| ------------------------ | ----------- | -------------------- | -------------- |
| Кіровський район         | АРК         | Іслямтерецький район | ПВРУ 1352-VIII |
| Красногвардійський район | АРК         | Курманський район    | ПВРУ 1352-VIII |
| Красноперекопський район | АРК         | Перекопський район   | ПВРУ 1352-VIII |
| Ленінський район         | АРК         | Єдикуйський район    | ПВРУ 1352-VIII |
| Совєтський район         | АРК         | Ічкінський район     | ПВРУ 1352-VIII |

#### Райони в містах
Дніпродзержинськ → Кам'янське
- Баглійський район → Південний

Дніпропетровськ → Дніпро
- Бабушкінський район → Шевченківський
- Жовтневий район → Соборний
- Кіровський район → Центральний
- Красногвардійський район → Чечелівський
- Ленінський район → Новокодацький

Запоріжжя
- Жовтневий район → Олександрівський
- Ленінський район → Дніпровський
- Орджонікідзевський район → Вознесенівський

Кіровоград → Кропивницький
- Кіровський район → Фортечний
- Ленінський район → Подільський

Кривий Ріг
- Дзержинський район → Металургійний
- Жовтневий район → Покровський

Маріуполь
- Жовтневий район → Центральний
- Іллічівський район → Кальміуський
- Орджонікідзевський район → Лівобережний

Миколаїв
- Ленінський район → Інгульський

Полтава
- Ленінський район → Подільський
- Октябрський район → Шевченківський

Харків
- Дзержинський район → Шевченківський
- Жовтневий район → Новобаварський
- Комінтернівський район → Слобідський
- Ленінський район → Холодногірський
- Орджонікідзевський район → Індустріальний
- Фрунзенський район → Немишлянський
- Червонозаводський район → Основ'янський

Херсон
- Комсомольський район → Корабельний

Райони в містах, що потребують перейменування:
Горлівка
- Калінінський район

Донецьк
- Будьоннівський район
- Ворошиловський район
- Калінінський район
- Кіровський район
- Куйбишевський район
- Ленінський район
- Петровський район
- Пролетарський район

Запоріжжя
- Комунарський район

Луганськ
- Артемівський район
- Жовтневий район
- Ленінський район

Макіївка
- Кіровський район
- Совєтський район
- Червоногвардійський район

Севастополь
- Ленінський район

### Об'єднані територіальні громади
Перейменовані місцеві громади:
| Стара назва                       | Район             | Область          | Нова назва                        | Джерело                                            |
| --------------------------------- | ----------------- | ---------------- | --------------------------------- | -------------------------------------------------- |
| Артемівська селищна громада       | Чутівський        | Полтавська       | Скороходівська селищна громада    | ВВРУ, 2017, № 37, стор. 16                         |
| Ленінська сільська громада        | Апостолівський    | Дніпропетровська | Грушівська сільська громада       | ВВРУ 2016, № 38, стор. 18                          |
| Ювілейна селищна громада          | Дніпропетровський | Дніпропетровська | Слобожанська селищна громада      | ВВРУ 2017, № 2, стор. 51                           |
| Єлізарівська сільська громада     | Солонянський      | Дніпропетровська | Святовасилівська сільська громада | ВВР 2016, № 38, стор. 18; ВВР 2017, № 3, стор. 184 |
| Октябрська сільська громада       | Добропільський    | Донецька         | Шахівська сільська громада        | ВВРУ 2017, № 4, стор. 91                           |
| Червоноармійська сільська громада | Березівський      | Одеська          | Новокальчевська сільська громада  | ВВРУ 2016, № 45, стор. 24                          |
| Чапаєвська сільська громада       | Пологівський      | Запорізька       | Воскресенська сільська громада    | ВВРУ 2017, № 7-8, стор. 88                         |
| Краснолиманська міська громада    | Краматорський     | Донецька         | Лиманська міська громада          |                                                    |

### Міські, сільські та селищні ради
У зв'язку з перейменуванням населених пунктів також було перейменовано низку міських, селищних і сільських рад.

## Населені пункти

### Автономна Республіка Крим
Населені пункти АРК перейменовані Постановою Верховної Ради України від 12 травня 2016 року № 1352-VIII «Про перейменування окремих населених пунктів та районів Автономної Республіки Крим та міста Севастополя». Постанова набрала чинності у 2023 році.
| Тип    | Стара назва       | Район/міськрада             | Нова назва      | Посилання      |
| ------ | ----------------- | --------------------------- | --------------- | -------------- |
| смт    | Куйбишеве         | Бахчисарайський             | Албат           | ПВРУ 1352-VIII |
| село   | Новоульяновка     | Бахчисарайський             | Отарчик         | ПВРУ 1352-VIII |
| село   | Фурмановка        | Бахчисарайський             | Актачи          | ПВРУ 1352-VIII |
| село   | Ударне            | Білогірський                | Бочала          | ПВРУ 1352-VIII |
| село   | Ульяновка         | Білогірський                | Султан-Сарай    | ПВРУ 1352-VIII |
| село   | Завіт-Ленінський  | Джанкойський                | Кучук-Алкали    | ПВРУ 1352-VIII |
| село   | Комсомольське     | Джанкойський                | Орак-Аджи       | ПВРУ 1352-VIII |
| село   | Ларине            | Джанкойський                | Житомирське     | ПВРУ 1352-VIII |
| село   | Октябр            | Джанкойський                | Бай-Кончек      | ПВРУ 1352-VIII |
| село   | Островське        | Джанкойський                | Тархан-Сунак    | ПВРУ 1352-VIII |
| село   | Совєтське         | Джанкойський                | Мішен-Найман    | ПВРУ 1352-VIII |
| село   | Суботник          | Джанкойський                | Конурча         | ПВРУ 1352-VIII |
| село   | Ударне            | Джанкойський                | Джадра-Шейх-Елі | ПВРУ 1352-VIII |
| село   | Калініне          | Красногвардійський          | Умют            | ПВРУ 1352-VIII |
| смт    | Кіровське         | Кіровський                  | Іслям-Терек     | ПВРУ 1352-VIII |
| село   | Комунари          | Красногвардійський          | Іраде           | ПВРУ 1352-VIII |
| село   | Красний Партизан  | Красногвардійський          | Борангар        | ПВРУ 1352-VIII |
| смт    | Красногвардійське | Красногвардійський          | Курман          | ПВРУ 1352-VIII |
| село   | Краснознам'янка   | Красногвардійський          | Старий Млин     | ПВРУ 1352-VIII |
| село   | Ленінське         | Красногвардійський          | Кир-Байлар      | ПВРУ 1352-VIII |
| смт    | Октябрське        | Красногвардійський          | Біюк-Онлар      | ПВРУ 1352-VIII |
| село   | Ульяновка         | Красногвардійський          | Давчи           | ПВРУ 1352-VIII |
| село   | Чапаєве           | Красногвардійський          | Нейшпроцунг     | ПВРУ 1352-VIII |
| село   | Красноармійське   | Красноперекопський          | Мирза-Кояш      | ПВРУ 1352-VIII |
| село   | Пролетарка        | Красноперекопський          | Ас              | ПВРУ 1352-VIII |
| село   | Совхозне          | Красноперекопський          | Каракуль        | ПВРУ 1352-VIII |
| село   | Войкове           | Ленінський                  | Катирлез        | ПВРУ 1352-VIII |
| село   | Іллічеве          | Ленінський                  | Кара-Кую        | ПВРУ 1352-VIII |
| село   | Кірове            | Ленінський                  | Карса           | ПВРУ 1352-VIII |
| смт    | Леніне            | Ленінський                  | Єди-Кую         | ПВРУ 1352-VIII |
| село   | Ленінське         | Ленінський                  | Полтавське      | ПВРУ 1352-VIII |
| село   | Лібкнехтівка      | Ленінський                  | Китай           | ПВРУ 1352-VIII |
| село   | Октябрське        | Ленінський                  | Мелек-Чесме     | ПВРУ 1352-VIII |
| село   | Фрунзе            | Нижньогірський              | Бюйтен          | ПВРУ 1352-VIII |
| село   | Войкове           | Первомайський               | Айбар           | ПВРУ 1352-VIII |
| село   | Калініне          | Первомайський               | Орман-Аджи      | ПВРУ 1352-VIII |
| село   | Октябрське        | Первомайський               | Кучук-Бораш     | ПВРУ 1352-VIII |
| село   | Островське        | Первомайський               | Кият            | ПВРУ 1352-VIII |
| село   | Правда            | Первомайський               | Дер-Емес        | ПВРУ 1352-VIII |
| село   | Свердловське      | Первомайський               | Девлет-Алі      | ПВРУ 1352-VIII |
| село   | Стахановка        | Первомайський               | Бешуйлі-Іляк    | ПВРУ 1352-VIII |
| село   | Фрунзе            | Первомайський               | Біюк-Бораш      | ПВРУ 1352-VIII |
| село   | Чапаєве           | Первомайський               | Боташ           | ПВРУ 1352-VIII |
| село   | Аврора            | Роздольненський             | Татиш-Конрат    | ПВРУ 1352-VIII |
| село   | Комунарне         | Роздольненський             | Кереїт          | ПВРУ 1352-VIII |
| село   | Котовське         | Роздольненський             | Бюйтен          | ПВРУ 1352-VIII |
| село   | Красноармійське   | Роздольненський             | Коджалак        | ПВРУ 1352-VIII |
| село   | Ульяновка         | Роздольненський             | Тавкель-Найман  | ПВРУ 1352-VIII |
| село   | Фрунзе            | Сакський                    | Багайли         | ПВРУ 1352-VIII |
| село   | Фурманове         | Сакський                    | Мамут-Бай       | ПВРУ 1352-VIII |
| село   | Шаумян            | Сакський                    | Яни Кьогенеш    | ПВРУ 1352-VIII |
| село   | Лазарівка         | Сімферопольський            | Бура            | ПВРУ 1352-VIII |
| село   | Піонерське        | Сімферопольский             | Джолман         | ПВРУ 1352-VIII |
| село   | Совхозне          | Сімферопольський            | Темир-Ага       | ПВРУ 1352-VIII |
| село   | Іллічеве          | Совєтський                  | Киянли          | ПВРУ 1352-VIII |
| село   | Красногвардійське | Совєтський                  | Новий Цюріхталь | ПВРУ 1352-VIII |
| село   | Краснофлотське    | Совєтський                  | Кайнаш          | ПВРУ 1352-VIII |
| село   | Октябрське        | Совєтський                  | Деппар-Юрт      | ПВРУ 1352-VIII |
| смт    | Совєтський        | Совєтський                  | Ічкі            | ПВРУ 1352-VIII |
| село   | Чапаєвка          | Совєтський                  | Черкез-Тобай    | ПВРУ 1352-VIII |
| село   | Артемівка         | Чорноморський               | Тока            | ПВРУ 1352-VIII |
| село   | Кіровське         | Чорноморський               | Тарханкут       | ПВРУ 1352-VIII |
| село   | Новоульяновка     | Чорноморський               | Коп-Аран        | ПВРУ 1352-VIII |
| місто  | Красноперекопськ  | Красноперекопська міськрада | Яни Капу        | ПВРУ 1352-VIII |
| смт    | Комсомольське     | Сімферопольська міськрада   | Бакачик-Кият    | ПВРУ 1352-VIII |
| смт    | Орджонікідзе      | Феодосійська міськрада      | Кайгадор        | ПВРУ 1352-VIII |
| село   | Піонерське        | Феодосійська міськрада      | Герценберг      | ПВРУ 1352-VIII |
| селище | Куйбишеве         | Ялтинська міськрада         | Ісар            | ПВРУ 1352-VIII |
| смт    | Совєтське         | Ялтинська міськрада         | Долосси         | ПВРУ 1352-VIII |

### Вінницька область
| Тип    | Стара назва           | Район                 | Нова назва         | Посилання      |
| ------ | --------------------- | --------------------- | ------------------ | -------------- |
| село   | Червоне               | Барський              | Грабівці           | ПВРУ 1377-VIII |
| село   | Красне                | Вінницький            | Махнівка           | ПВРУ 1377-VIII |
| село   | Ленінка               | Жмеринський           | Варжинка           | ПВРУ 1377-VIII |
| село   | Чапаєвка              | Жмеринський           | Малі Коростівці    | ПВРУ 1377-VIII |
| село   | Жовтневе              | Калинівський          | Вишневе            | ПВРУ 1353-VIII |
| село   | Кіровка               | Калинівський          | Мирне              | ПВРУ 1353-VIII |
| село   | Комунарівка           | Калинівський          | Бережани           | ПВРУ 1353-VIII |
| село   | Червона Трибунівка    | Калинівський          | Забара             | ПВРУ 1353-VIII |
| село   | Комсомольське         | Козятинський          | Махнівка           | ПВРУ 1353-VIII |
| село   | Радянське             | Крижопільський        | Княжа Криниця      | ПВРУ 1377-VIII |
| село   | Свердлівка            | Липовецький           | Пеньківка          | ПВРУ 1353-VIII |
| селище | Червона Зірка         | Липовецький           | Мала Біла          | ПВРУ 1037-VIII |
| село   | Радянське             | Літинський            | Літинські Хутори   | ПВРУ 1377-VIII |
| село   | Ленінська Слобода     | Мурованокуриловецький | Кам'янецькі Хутори | ПВРУ 1353-VIII |
| село   | Петрівка              | Мурованокуриловецький | Берлядка           | ПВРУ 1377-VIII |
| село   | Кірове                | Немирівський          | Рачки              | ПВРУ 1377-VIII |
| село   | Марксове              | Немирівський          | Монастирське       | ПВРУ 1377-VIII |
| село   | Жовтневе              | Погребищенський       | Попівці            | ПВРУ 1353-VIII |
| село   | Чапаєвка              | Погребищенський       | Надросся           | ПВРУ 1353-VIII |
| село   | Русава-Радянка        | Томашпільський        | Русава             | ПВРУ 1353-VIII |
| село   | Жданівка              | Хмільницький          | Війтівці           | ПВРУ 1377-VIII |
| село   | Пролетар              | Хмільницький          | Дубина             | ПВРУ 1353-VIII |
| село   | Червона Володимирівка | Хмільницький          | Володимирівка      | ПВРУ 1353-VIII |
| село   | Червона Гребля        | Чечельницький         | Попова Гребля      | ПВРУ 1377-VIII |
| селище | Петровське            | Шаргородський         | Синьожупанники     | ПВРУ 1377-VIII |
| село   | Чапаєве               | Шаргородський         | Нові Хоменки       | ПВРУ 1374-VIII |
| село   | Радянське             | Ямпільський           | Нечуївка           | ПВРУ 984-VIII  |

### Волинська область
| Тип  | Стара назва | Район/міськрада         | Нова назва | Посилання      |
| ---- | ----------- | ----------------------- | ---------- | -------------- |
| село | Жовтневе    | Володимир-Волинський    | Сусваль    | ПВРУ 1377-VIII |
| село | Маяки       | Луцький                 | Княгининок | ПВРУ 1377-VIII |
| смт  | Жовтневе    | Нововолинська міськрада | Благодатне | ПВРУ 1353-VIII |

### Дніпропетровська область
| Тип    | Стара назва         | Район/міськрада             | Нова назва        | Посилання      |
| ------ | ------------------- | --------------------------- | ----------------- | -------------- |
| село   | Ленінське           | Апостолівський              | Грушівка          | ПВРУ 984-VIII  |
| село   | Пам'ять Ілліча      | Апостолівський              | Новоукраїнське    | ПВРУ 1353-VIII |
| село   | Червона Зірка       | Апостолівський              | Зоряне            | ПВРУ 1353-VIII |
| село   | Інтернаціональне    | Васильківський              | Довге             | ПВРУ 1037-VIII |
| село   | Кіровське           | Васильківський              | Тихе              | ПВРУ 1037-VIII |
| село   | Петрівське          | Васильківський              | Бабакове          | ПВРУ 1037-VIII |
| село   | Пролетарське        | Васильківський              | Морозівське       | ПВРУ 1037-VIII |
| село   | Карла Маркса        | Верхньодніпровський         | Саксагань         | ПВРУ 1353-VIII |
| смт    | Кіровське           | Дніпропетровський           | Обухівка          | ПВРУ 1377-VIII |
| село   | Орджонікідзе        | Дніпропетровський           | Новотаромське     | ПВРУ 1377-VIII |
| смт    | Ювілейне            | Дніпропетровський           | Слобожанське      | ПВРУ 1353-VIII |
| село   | Валове              | Криворізький                | Софіївка          | ПВРУ 1377-VIII |
| село   | Калініна            | Криворізький                | Калинівка         | ПВРУ 1353-VIII |
| село   | Кірове              | Криворізький                | Лісове            | ПВРУ 1353-VIII |
| село   | Кіровка             | Криворізький                | Данилівка         | ПВРУ 1377-VIII |
| село   | Красіне             | Криворізький                | Красівське        | ПВРУ 1037-VIII |
| село   | Леніна              | Криворізький                | Садове            | ПВРУ 1353-VIII |
| село   | Орджонікідзе        | Криворізький                | Шевченківське     | ПВРУ 1353-VIII |
| село   | Радгоспне           | Криворізький                | Надія             | ПВРУ 1377-VIII |
| село   | Чапаєвка            | Криворізький                | Степове           | ПВРУ 1353-VIII |
| село   | Жовтневе            | Криничанський               | Саксаганське      | ПВРУ 1377-VIII |
| село   | Кімовка             | Криничанський               | Черкаське         | ПВРУ 1353-VIII |
| село   | Кіровка             | Криничанський               | Крута Балка       | ПВРУ 1377-VIII |
| село   | Леніна              | Криничанський               | Козаче            | ПВРУ 1353-VIII |
| село   | Октябрське          | Криничанський               | Українське        | ПВРУ 1353-VIII |
| село   | Чапаєвка            | Криничанський               | Лозуватське       | ПВРУ 1377-VIII |
| село   | Червона Українка    | Криничанський               | Малярщина         | ПВРУ 1377-VIII |
| село   | Червоний Прапор     | Криничанський               | Прапор            | ПВРУ 1353-VIII |
| село   | Червоний Промінь    | Криничанський               | Промінь           | ПВРУ 1377-VIII |
| смт    | Щорськ              | Криничанський               | Божедарівка       | ПВРУ 984-VIII  |
| село   | Карла Маркса        | Магдалинівський             | Калинівка         | ПВРУ 1037-VIII |
| село   | Новопролетарське    | Магдалинівський             | Зоряне            | ПВРУ 1353-VIII |
| селище | Пролетарське        | Магдалинівський             | Приорільське      | ПВРУ 1353-VIII |
| село   | Радянське           | Магдалинівський             | Кільчень          | ПВРУ 1037-VIII |
| село   | Краснознам'янка     | Межівський                  | Біляківка         | ПВРУ 1374-VIII |
| село   | Ленінське           | Межівський                  | Степове           | ПВРУ 1353-VIII |
| село   | Новопетровське      | Межівський                  | Миронове          | ПВРУ 1377-VIII |
| село   | Петровське          | Межівський                  | Зелене            | ПВРУ 1377-VIII |
| село   | Кірове              | Нікопольський               | Чистопіль         | ПВРУ 1353-VIII |
| село   | Колгоспне           | Нікопольський               | Бекетівка         | ПВРУ 1353-VIII |
| село   | Менжинське          | Нікопольський               | Приміське         | ПВРУ 1353-VIII |
| село   | Орджонікідзе        | Нікопольський               | Степове           | ПВРУ 1353-VIII |
| селище | Видвиженець         | Новомосковський             | Миролюбівка       | ПВРУ 1037-VIII |
| село   | Дніпрельстан        | Новомосковський             | Затишне           | ПВРУ 1353-VIII |
| село   | Комінтерн           | Новомосковський             | Козирщина         | ПВРУ 1037-VIII |
| село   | Радсело             | Новомосковський             | Веселе            | ПВРУ 1037-VIII |
| селище | Фрунзе              | Новомосковський             | Вишневе           | ПВРУ 1037-VIII |
| село   | Котовець            | Павлоградський              | Дачне             | ПВРУ 1353-VIII |
| село   | Тельмана            | Павлоградський              | Шахтарське        | ПВРУ 1353-VIII |
| село   | Жовтневе            | Петриківський               | Кулішеве          | ПВРУ 1037-VIII |
| село   | Радсело             | Петриківський               | Радісне           | ПВРУ 1374-VIII |
| село   | Червонопартизанське | Петриківський               | Мала Петриківка   | ПВРУ 1037-VIII |
| смт    | Брагинівка          | Петропавлівський            | Залізничне        | ПВРУ 1374-VIII |
| село   | Брагинівка          | Петропавлівський            | Богинівка         | ПВРУ 1353-VIII |
| село   | Кіровка             | Покровський                 | Дрозди            | ПВРУ 1353-VIII |
| село   | Комунарівка         | Покровський                 | Христофорівка     | ПВРУ 1377-VIII |
| село   | Новопетрівське      | Покровський                 | Тернове           | ПВРУ 1377-VIII |
| село   | Цикове              | Покровський                 | Левадне           | ПВРУ 1037-VIII |
| село   | Червоний Лиман      | Покровський                 | Добропасове       | ПВРУ 1377-VIII |
| селище | Зоря Комунізму      | П'ятихатський               | Зоря              | ПВРУ 1037-VIII |
| село   | Комсомольське       | П'ятихатський               | Цівки             | ПВРУ 1353-VIII |
| село   | Комунарівка         | П'ятихатський               | Райдужне          | ПВРУ 1353-VIII |
| селище | Радгоспне           | П'ятихатський               | Вершинне          | ПВРУ 1377-VIII |
| село   | Холодіївка          | П'ятихатський               | Байдаківка        | ПВРУ 1377-VIII |
| село   | Октябрське          | Синельниківський            | Максимівка        | ПВРУ 1037-VIII |
| село   | Петрівське          | Синельниківський            | Вербки-Осокорівка | ПВРУ 1377-VIII |
| селище | Фрунзе              | Синельниківський            | Вишневецьке       | ПВРУ 1037-VIII |
| село   | Віленка             | Солонянський                | Вільне            | ПВРУ 1353-VIII |
| село   | Войкове             | Солонянський                | Квітуче           | ПВРУ 1353-VIII |
| село   | Дзержинівка         | Солонянський                | Іверське          | ПВРУ 1353-VIII |
| село   | Дніпрельстан        | Солонянський                | Панькове          | ПВРУ 1377-VIII |
| селище | Єлізарове           | Солонянський                | Святовасилівка    | ПВРУ 1353-VIII |
| селище | Жданове             | Солонянський                | Надіївка          | ПВРУ 1353-VIII |
| село   | Ленінське           | Солонянський                | Богданівка        | ПВРУ 1377-VIII |
| село   | Лікнеп              | Солонянський                | Сонячне           | ПВРУ 1353-VIII |
| село   | Мопрівське          | Солонянський                | Багате            | ПВРУ 1353-VIII |
| село   | Радянське           | Солонянський                | Вишневе           | ПВРУ 1353-VIII |
| село   | Червоне             | Солонянський                | Межове            | ПВРУ 1353-VIII |
| село   | Червоний Маяк       | Солонянський                | Маяк              | ПВРУ 1353-VIII |
| село   | Червоний Яр         | Солонянський                | Гайдамацьке       | ПВРУ 1353-VIII |
| село   | Червоноармійське    | Солонянський                | Ганно-Мусіївка    | ПВРУ 1377-VIII |
| село   | Жовтневе            | Софіївський                 | Вакулове          | ПВРУ 1377-VIII |
| село   | Леніна              | Софіївський                 | Дачне             | ПВРУ 1353-VIII |
| село   | Менжинка            | Софіївський                 | Широке            | ПВРУ 1037-VIII |
| село   | Володимирівка       | Томаківський                | Високе            | ПВРУ 1377-VIII |
| село   | Кірове              | Томаківський                | Крутеньке         | ПВРУ 1353-VIII |
| село   | Червоноукраїнка     | Томаківський                | Веселий Яр        | ПВРУ 1353-VIII |
| село   | Котовське           | Широківський                | Мирне             | ПВРУ 1037-VIII |
| село   | Рози Люксембург     | Широківський                | Гречані Поди      | ПВРУ 1377-VIII |
| село   | Свердловське        | Широківський                | Спаське           | ПВРУ 1037-VIII |
| село   | Чапаєвка            | Широківський                | Благодатне        | ПВРУ 1037-VIII |
| село   | Червоний Плугатар   | Широківський                | Плугатар          | ПВРУ 1353-VIII |
| село   | Комсомольське       | Юр'ївський                  | Солонці           | ПВРУ 1353-VIII |
| місто  | Дніпродзержинськ    | Дніпродзержинська міськрада | Кам'янське        | ПВРУ 1377-VIII |
| місто  | Дніпропетровськ     | Дніпропетровська міськрада  | Дніпро            | ПВРУ 1375-VIII |
| місто  | Орджонікідзе        | Орджонікідзевська міськрада | Покров            | ПВРУ 1037-VIII |

### Донецька область
| Тип    | Стара назва       | Район/міськрада                           | Нова назва         | Посилання      |
| ------ | ----------------- | ----------------------------------------- | ------------------ | -------------- |
| смт    | Войковський       | Амвросіївський                            | Копані             | ПВРУ 1351-VIII |
| селище | Володарського     | Амвросіївський                            | Верхньоосикове     | ПВРУ 1351-VIII |
| селище | Котовського       | Амвросіївський                            | Калинове           | ПВРУ 1351-VIII |
| село   | Ленінське         | Амвросіївський                            | Верхньоєланчик     | ПВРУ 1351-VIII |
| село   | Новопетрівське    | Амвросіївський, Благодатнівська сільрада  | Садове             | ПВРУ 1351-VIII |
| село   | Новопетрівське    | Амвросіївський, Олексіївська сільрада     | Вільхівчик         | ПВРУ 1351-VIII |
| селище | Артемівське       | Артемівський                              | Хромове            | ПВРУ 1377-VIII |
| селище | Калініна          | Артемівський                              | Калинівка          | ПВРУ 984-VIII  |
| село   | Кірове            | Артемівський                              | Свято-Покровське   | ПВРУ 984-VIII  |
| село   | Комуна            | Артемівський                              | Дебальцівське      | ПВРУ 1377-VIII |
| село   | Красне            | Артемівський                              | Іванівське         | ПВРУ 1377-VIII |
| селище | Красний Пахар     | Артемівський                              | Ступакове          | ПВРУ 1466-VIII |
| село   | Красний Пахар     | Артемівський                              | Воздвиженка        | ПВРУ 984-VIII  |
| село   | Петрівське        | Артемівський                              | Пазено             | ПВРУ 1037-VIII |
| село   | Карла Маркса      | Великоновосілківський                     | Мирне              | ПВРУ 984-VIII  |
| селище | Октябр            | Великоновосілківський                     | Благодатне         | ПВРУ 984-VIII  |
| селище | Октябрське        | Великоновосілківський                     | Керменчик          | ПВРУ 984-VIII  |
| село   | Червона Зірка     | Великоновосілківський                     | Зірка              | ПВРУ 984-VIII  |
| село   | Калініне          | Волноваський                              | Калинове           | ПВРУ 1037-VIII |
| село   | Кіровське         | Волноваський                              | Діанівка           | ПВРУ 984-VIII  |
| село   | Комінтернове      | Волноваський                              | Пікузи             | ПВРУ 1466-VIII |
| смт    | Комсомольський    | Волноваський                              | Графське           | ПВРУ 1377-VIII |
| село   | Краснівка         | Волноваський                              | Сонячне            | ПВРУ 1353-VIII |
| село   | Октябрське        | Волноваський                              | Стрітенка          | ПВРУ 984-VIII  |
| село   | Петрівське        | Волноваський, Октябрська сільрада         | Петрівка           | ПВРУ 984-VIII  |
| селище | Петрівське        | Волноваський                              | Нова Оленівка      | ПВРУ 1377-VIII |
| село   | Чичеріне          | Волноваський                              | Новоапостолівка    | ПВРУ 1377-VIII |
| смт    | Володарське       | Володарський                              | Нікольське         | ПВРУ 984-VIII  |
| село   | Кірове            | Володарський                              | Келерівка          | ПВРУ 984-VIII  |
| село   | Октябрське        | Володарський                              | Криничне           | ПВРУ 984-VIII  |
| село   | Старченкове       | Володарський                              | Темрюк             | ПВРУ 1377-VIII |
| село   | Артема            | Добропільський                            | Надія              | ПВРУ 984-VIII  |
| село   | Леніна            | Добропільський                            | Мирне              | ПВРУ 984-VIII  |
| село   | Октябрське        | Добропільський                            | Шахове             | ПВРУ 1353-VIII |
| село   | Петрівське        | Добропільський, Золотоколодязька сільрада | Петрівка           | ПВРУ 984-VIII  |
| село   | Рози Люксембург   | Добропільський                            | Нове Шахове        | ПВРУ 1377-VIII |
| село   | Урицьке           | Добропільський                            | Весна              | ПВРУ 984-VIII  |
| селище | Артема            | Костянтинівський                          | Довга Балка        | ПВРУ 1377-VIII |
| село   | Артемівка         | Костянтинівський                          | Софіївка           | ПВРУ 984-VIII  |
| село   | Ілліча            | Костянтинівський                          | Іллінівка          | ПВРУ 984-VIII  |
| село   | Правдівка         | Костянтинівський                          | Стара Миколаївка   | ПВРУ 1377-VIII |
| село   | Воровське         | Красноармійський                          | Юр'ївка            | ПВРУ 1353-VIII |
| селище | Димитрове         | Красноармійський                          | Котлине            | ПВРУ 1377-VIII |
| село   | Калініне          | Красноармійський                          | Калинівка          | ПВРУ 984-VIII  |
| село   | Красне            | Красноармійський                          | Сонцівка           | ПВРУ 1377-VIII |
| село   | Леніне            | Красноармійський                          | Молодецьке         | ПВРУ 984-VIII  |
| село   | Ленінське         | Красноармійський                          | Григорівка         | ПВРУ 984-VIII  |
| село   | Луначарське       | Красноармійський                          | Федорівка          | ПВРУ 984-VIII  |
| село   | Петровського      | Красноармійський                          | Горіхове           | ПВРУ 1377-VIII |
| село   | Улянівка          | Красноармійський                          | Малинівка          | ПВРУ 1353-VIII |
| селище | Дзержинське       | Краснолиманський                          | Мирне              | ПВРУ 984-VIII  |
| село   | Іллічівка         | Краснолиманський                          | Озерне             | ПВРУ 984-VIII  |
| смт    | Кіровськ          | Краснолиманський                          | Зарічне            | ПВРУ 984-VIII  |
| село   | Островського      | Мар'їнський                               | Костянтинопольське | ПВРУ 1377-VIII |
| село   | Дзержинське       | Новоазовський                             | Азов               | ПВРУ 1351-VIII |
| село   | Красноармійське   | Новоазовський                             | Хрещатицьке        | ПВРУ 1351-VIII |
| село   | Ленінське         | Новоазовський                             | Ужівка             | ПВРУ 1351-VIII |
| село   | Октябр            | Новоазовський                             | Верхньошироківське | ПВРУ 1351-VIII |
| село   | Рози Люксембург   | Новоазовський                             | Олександрівське    | ПВРУ 1351-VIII |
| село   | Іллічівське       | Першотравневий                            | Покровське         | ПВРУ 1037-VIII |
| село   | Радянська Україна | Першотравневий                            | Приміське          | ПВРУ 1377-VIII |
| село   | Червона Україна   | Першотравневий                            | Українка           | ПВРУ 984-VIII  |
| село   | Красноармійське   | Слов'янський                              | Новоселівка        | ПВРУ 1037-VIII |
| село   | Октябрське        | Слов'янський                              | Маячка             | ПВРУ 1037-VIII |
| село   | Войкове           | Старобешівський                           | Кам'яне            | ПВРУ 1351-VIII |
| село   | Воровське         | Старобешівський                           | Верхокам'янка      | ПВРУ 1351-VIII |
| селище | Калініна          | Старобешівський                           | Манжиків Кут       | ПВРУ 1351-VIII |
| селище | Кірове            | Старобешівський                           | Верезамське        | ПВРУ 1351-VIII |
| місто  | Комсомольське     | Старобешівський                           | Кальміуське        | ПВРУ 1351-VIII |
| село   | Комунарівка       | Старобешівський                           | Сарабаш            | ПВРУ 1351-VIII |
| село   | Ленінське         | Старобешівський                           | Любівка            | ПВРУ 1351-VIII |
| село   | Калініне          | Тельманівський                            | Білокриничне       | ПВРУ 1351-VIII |
| село   | Красний Октябр    | Тельманівський                            | Майорове           | ПВРУ 1351-VIII |
| село   | Октябрське        | Тельманівський, Коньковська сільрада      | Олександрівське    | ПВРУ 1351-VIII |
| село   | Октябрське        | Тельманівський, Мічурінська сільрада      | Чирилянське        | ПВРУ 1351-VIII |
| село   | Радянське         | Тельманівський                            | Лавринове          | ПВРУ 1351-VIII |
| смт    | Тельманове        | Тельманівський                            | Бойківське         | ПВРУ 1351-VIII |
| село   | Димитрова         | Шахтарський                               | Відродження        | ПВРУ 1351-VIII |
| селище | Красний Партизан  | Ясинуватський                             | Бетманове          | ПВРУ 1351-VIII |
| селище | Петрівське        | Ясинуватський                             | Степове            | ПВРУ 1377-VIII |
| село   | Розівка           | Ясинуватський                             | Олександропіль     | ПВРУ 1377-VIII |
| місто  | Артемівськ        | Артемівська міськрада                     | Бахмут             | ПВРУ 984-VIII  |
| місто  | Артемове          | Дзержинська міськрада                     | Залізне            | ПВРУ 1377-VIII |
| селище | Горького          | Дзержинська міськрада                     | Дачне              | ПВРУ 984-VIII  |
| місто  | Дзержинськ        | Дзержинська міськрада                     | Торецьк            | ПВРУ 984-VIII  |
| смт    | Кірове            | Дзержинська міськрада                     | Північне           | ПВРУ 1377-VIII |
| смт    | Ленінське         | Дзержинська міськрада                     | Південне           | ПВРУ 1377-VIII |
| селище | Перше Травня      | Дзержинська міськрада                     | Озарянівка         | ПВРУ 984-VIII  |
| місто  | Димитров          | Димитровська міськрада                    | Мирноград          | ПВРУ 1353-VIII |
| село   | Октябрське        | Донецька міськрада                        | Кисличе            | ПВРУ 1351-VIII |
| село   | Червонозоряне     | Дружківська міськрада                     | Дружківське        | ПВРУ 1377-VIII |
| смт    | Карло-Марксове    | Єнакієвська міськрада                     | Софіївка           | ПВРУ 1351-VIII |
| село   | Петрівське        | Єнакієвська міськрада                     | Кринички           | ПВРУ 1351-VIII |
| місто  | Юнокомунарівськ   | Єнакієвська міськрада                     | Бунге              | ПВРУ 1351-VIII |
| місто  | Кіровське         | Кіровська міськрада                       | Хрестівка          | ПВРУ 1351-VIII |
| місто  | Красноармійськ    | Красноармійська міськрада                 | Покровськ          | ПВРУ 1353-VIII |
| місто  | Красний Лиман     | Краснолиманська міськрада                 | Лиман              | ПВРУ 984-VIII  |
| смт    | Красний Октябр    | Макіївська міськрада                      | Липське            | ПВРУ 1351-VIII |
| смт    | Пролетарське      | Макіївська міськрада                      | П'ятипілля         | ПВРУ 1351-VIII |
| смт    | Свердлове         | Макіївська міськрада                      | Холодне            | ПВРУ 1351-VIII |
| селище | Червоний Жовтень  | Сніжнянська міськрада                     | Балка              | ПВРУ 1351-VIII |
| місто  | Торез             | Торезька міськрада                        | Чистякове          | ПВРУ 1351-VIII |
| смт    | Войкове           | Харцизька міськрада                       | Благодатне         | ПВРУ 1351-VIII |

### Житомирська область
| Тип    | Стара назва           | Район                  | Нова назва      | Посилання      |
| ------ | --------------------- | ---------------------- | --------------- | -------------- |
| село   | Чубарівка             | Андрушівський          | Града           | ПВРУ 984-VIII  |
| село   | П'ятирічка            | Баранівський           | Глинянка        | ПВРУ 1377-VIII |
| село   | Червонопрапорне       | Баранівський           | Смолка          | ПВРУ 1377-VIII |
| село   | Радянське             | Бердичівський          | Романівка       | ПВРУ 984-VIII  |
| село   | Червона Зірка         | Бердичівський          | Лісове          | ПВРУ 984-VIII  |
| смт    | Володарськ-Волинський | Володарсько-Волинський | Хорошів         | ПВРУ 984-VIII  |
| село   | П'ятирічка            | Володарсько-Волинський | Зелений Гай     | ПВРУ 1353-VIII |
| село   | Дзержинськ            | Ємільчинський          | Лісове          | ПВРУ 984-VIII  |
| село   | Радянське             | Коростенський          | Вишневе         | ПВРУ 984-VIII  |
| село   | Щорсівка              | Коростенський          | Білошиці        | ПВРУ 1377-VIII |
| смт    | Жовтневе              | Лугинський             | Миролюбів       | ПВРУ 1353-VIII |
| село   | Чапаєвка              | Лугинський             | Миколаївка      | ПВРУ 1353-VIII |
| село   | Ленінське             | Любарський             | Квітневе        | ПВРУ 984-VIII  |
| село   | Жовтневе              | Малинський             | Маклаївка       | ПВРУ 1377-VIII |
| село   | Крупське              | Малинський             | Студень         | ПВРУ 1377-VIII |
| село   | Червоний Плугатар     | Малинський             | Косня           | ПВРУ 1377-VIII |
| село   | Жовтневе              | Олевський              | Калинівка       | ПВРУ 1353-VIII |
| село   | Комсомольське         | Олевський              | Покровське      | ПВРУ 984-VIII  |
| село   | Жовтневе              | Попільнянський         | Квітневе        | ПВРУ 984-VIII  |
| селище | Радгоспне             | Попільнянський         | Корнинське      | ПВРУ 1353-VIII |
| село   | Леніне                | Радомишльський         | Ставки          | ПВРУ 984-VIII  |
| село   | Жовтневе              | Ружинський             | Нова Чорнорудка | ПВРУ 1353-VIII |
| смт    | Червоноармійськ       | Червоноармійський      | Пулини          | ПВРУ 1377-VIII |
| село   | Карла Маркса          | Черняхівський          | Нові Жадьки     | ПВРУ 1353-VIII |

### Закарпатська область
| Тип  | Стара назва  | Район      | Нова назва     | Посилання      |
| ---- | ------------ | ---------- | -------------- | -------------- |
| село | Комсомольськ | Тячівський | Німецька Мокра | ПВРУ 984-VIII  |
| село | Жовтневе     | Хустський  | Забереж        | ПВРУ 1467-VIII |

### Запорізька область
| Тип    | Стара назва        | Район           | Нова назва         | Посилання      |
| ------ | ------------------ | --------------- | ------------------ | -------------- |
| село   | Коларівка          | Бердянський     | Болгарка           | ПВРУ 1377-VIII |
| село   | Болгарка           | Бердянський     | Софіївка           | ПВРУ 1800-IX   |
| село   | Партизани          | Бердянський     | Новопавлівка       | ПВРУ 1377-VIII |
| село   | Карла Маркса       | Бердянський     | Троїцьке           | ПВРУ 1353-VIII |
| село   | Луначарське        | Бердянський     | Азовське           | ПВРУ 1377-VIII |
| село   | Панфілівка         | Бердянський     | Ільїне             | ПВРУ 1377-VIII |
| село   | Петровське         | Бердянський     | Петропавлівка      | ПВРУ 1353-VIII |
| село   | Червоноармійське   | Василівський    | Долинка            | ПВРУ 1377-VIII |
| село   | Петрівське         | Василівський    | Степове            | ПВРУ 1377-VIII |
| село   | Жовтневе           | Василівський    | Тарсалак           | ПВРУ 1377-VIII |
| село   | Шлях Ілліча        | Василівський    | Шляхове            | ПВРУ 1377-VIII |
| село   | Жовтневе           | Запорізький     | Вербове            | ПВРУ 1377-VIII |
| село   | Кірове             | Запорізький     | Гурського          | ПВРУ 984-VIII  |
| село   | Кірова             | Запорізький     | Семененкове        | ПВРУ 1377-VIII |
| село   | Кіровське          | Запорізький     | Мала Купріянівка   | ПВРУ 1377-VIII |
| село   | Уральське          | Запорізький     | Широке             | ПВРУ 1377-VIII |
| село   | Червонокозацьке    | Запорізький     | Геленджик          | ПВРУ 1377-VIII |
| село   | Петрівське         | Запорізький     | Зеленопілля        | ПВРУ 1377-VIII |
| село   | Радянське          | Запорізький     | Привільне          | ПВРУ 984-VIII  |
| селище | Димитрове          | Запорізький     | Зарічне            | ПВРУ 1377-VIII |
| село   | Урицьке            | Запорізький     | Зоряне             | ПВРУ 984-VIII  |
| село   | Чапаєвка           | Запорізький     | Тарасівка          | ПВРУ 1353-VIII |
| село   | Червоний Жовтень   | Запорізький     | Жовтеньке          | ПВРУ 1037-VIII |
| село   | Кірове             | Запорізький     | Таврійське         | ПВРУ 1353-VIII |
| село   | Білоріцьке         | Мелітопольський | Мала Михайлівка    | ПВРУ 1377-VIII |
| селище | Жовтневе           | Мелітопольський | Домузли            | ПВРУ 1377-VIII |
| село   | Совєтське          | Мелітопольський | Волошкове          | ПВРУ 1037-VIII |
| село   | Куйбишеве          | Мелітопольський | В'язівка           | ПВРУ 984-VIII  |
| село   | Ленінське          | Мелітопольський | Мирне              | ПВРУ 1037-VIII |
| село   | Червоноармійське   | Мелітопольський | Таврійське         | ПВРУ 984-VIII  |
| село   | Жовтневе           | Пологівський    | Оленокостянтинівка | ПВРУ 1353-VIII |
| село   | Комсомольське      | Пологівський    | Гуляйпільське      | ПВРУ 1353-VIII |
| село   | Петрівка           | Пологівський    | Святопетрівка      | ПВРУ 1353-VIII |
| село   | Десятиріччя Жовтня | Пологівський    | Бережне            | ПВРУ 1353-VIII |
| смт    | Куйбишеве          | Пологівський    | Кам'янка           | ПВРУ 1353-VIII |
| село   | Ленінське          | Пологівський    | Дружне             | ПВРУ 1353-VIII |
| селище | Калініна           | Пологівський    | Калинівка          | ПВРУ 1353-VIII |
| село   | Ульяновка          | Пологівський    | Ожерельне          | ПВРУ 1377-VIII |
| село   | Чубарівка          | Пологівський    | Федорівка          | ПВРУ 1377-VIII |
| село   | Чапаєвка           | Пологівський    | Воскресенка        | ПВРУ 1377-VIII |
| село   | Жовтневе           | Пологівський    | Форойс             | ПВРУ 1353-VIII |
| село   | Карла Лібкнехта    | Пологівський    | Зоря               | ПВРУ 1353-VIII |
| село   | Пролетарське       | Пологівський    | Новозлатопіль      | ПВРУ 1377-VIII |
| село   | Урицьке            | Пологівський    | Святотроїцьке      | ПВРУ 1377-VIII |
| село   | Жовтневе           | Пологівський    | Покровське         | ПВРУ 1353-VIII |
| село   | Кірове             | Пологівський    | Лагідне            | ПВРУ 1353-VIII |
| село   | Комсомольське      | Пологівський    | Степове            | ПВРУ 1353-VIII |
| село   | Чапаєвка           | Пологівський    | Благодатне         | ПВРУ 1353-VIII |
| селище | Ювілейне           | Пологівський    | Зоряне             | ПВРУ 1353-VIII |

### Івано-Франківська область
- немає

### Київ
- немає (Київській міській раді не підпорядковано жодного іншого населеного пункту, крім міста Києва)

### Київська область
| Тип  | Стара назва         | Район                                     | Нова назва      | Посилання      |
| ---- | ------------------- | ----------------------------------------- | --------------- | -------------- |
| село | Більшовик           | Баришівський                              | Дубове          | ПВРУ 1037-VIII |
| село | Червоноармійське    | Баришівський                              | Бакумівка       | ПВРУ 984-VIII  |
| село | Жовтневе            | Бориспільський                            | Жереб'ятин      | ПВРУ 984-VIII  |
| село | Кірове              | Бориспільський                            | Кучаків         | ПВРУ 984-VIII  |
| село | Ленінівка           | Бориспільський                            | Затишне         | ПВРУ 984-VIII  |
| село | Петровське          | Бориспільський                            | Петропавлівське | ПВРУ 1037-VIII |
| село | Діброво-Ленінське   | Бородянський                              | Діброва         | ПВРУ 984-VIII  |
| село | Жовтневе            | Бородянський                              | Дмитрівка       | ПВРУ 1037-VIII |
| село | Димитрове           | Броварський                               | Квітневе        | ПВРУ 1377-VIII |
| село | Куйбишеве           | Броварський                               | Покровське      | ПВРУ 984-VIII  |
| село | Фрунзівка           | Броварський                               | Гайове          | ПВРУ 984-VIII  |
| село | Петрівське          | Вишгородський                             | Дмитрівка       | ПВРУ 1377-VIII |
| село | Войкове             | Згурівський                               | Войтове         | ПВРУ 1353-VIII |
| село | Жовтневе            | Згурівський                               | Вознесенське    | ПВРУ 1037-VIII |
| село | Леніне              | Згурівський                               | Щасливе         | ПВРУ 984-VIII  |
| село | Петрівське          | Згурівський                               | Полковниче      | ПВРУ 1377-VIII |
| село | Право Жовтня        | Згурівський                               | Любомирівка     | ПВРУ 984-VIII  |
| село | Кірове              | Іванківський                              | Калинове        | ПВРУ 984-VIII  |
| село | Петрівське          | Іванківський                              | Старий Міст     | ПВРУ 984-VIII  |
| село | Жовтневе            | Кагарлицький                              | Зелений Яр      | ПВРУ 984-VIII  |
| село | Петрівське          | Кагарлицький, Великоприцьківська сільрада | Виселка         | ПВРУ 984-VIII  |
| село | Петрівське          | Кагарлицький, Горохівська сільрада        | Горохівське     | ПВРУ 984-VIII  |
| село | Петрівське          | Кагарлицький, Халчанська сільрада         | Виселкове       | ПВРУ 984-VIII  |
| село | Петрівське          | Києво-Святошинський                       | Святопетрівське | ПВРУ 984-VIII  |
| село | П'ятирічка          | Миронівський                              | Нова Миронівка  | ПВРУ 1377-VIII |
| село | Жовтневе            | Переяслав-Хмельницький                    | Студеники       | ПВРУ 1353-VIII |
| село | Леніне              | Переяслав-Хмельницький                    | Довга Гребля    | ПВРУ 1377-VIII |
| село | Радянське           | Переяслав-Хмельницький                    | Соснівка        | ПВРУ 1037-VIII |
| село | Володарка           | Поліський                                 | Левковичі       | ПВРУ 1377-VIII |
| село | Орджонікідзе        | Поліський                                 | Романівка       | ПВРУ 984-VIII  |
| село | Чапаєве             | Поліський                                 | Лісове          | ПВРУ 984-VIII  |
| село | Червона Зірка       | Поліський                                 | Зірка           | ПВРУ 984-VIII  |
| село | Довгалівське        | Рокитнянський                             | Троїцьке        | ПВРУ 1377-VIII |
| село | Петрівське          | Рокитнянський                             | Нова Маківка    | ПВРУ 1377-VIII |
| село | Ленінське           | Сквирський                                | Тарасівка       | ПВРУ 984-VIII  |
| село | Петрівське          | Таращанський                              | Юшків Ріг       | ПВРУ 1377-VIII |
| село | Чапаєвка            | Таращанський                              | Калинове        | ПВРУ 984-VIII  |
| село | Червона Мотовилівка | Фастівський                               | Мотовилівка     | ПВРУ 1037-VIII |

### Кіровоградська область
| Тип    | Стара назва          | Район/міськрада           | Нова назва      | Посилання      |
| ------ | -------------------- | ------------------------- | --------------- | -------------- |
| село   | Володимиро-Іллінка   | Бобринецький              | Апрелівське     | ПВРУ 1377-VIII |
| село   | Кірове               | Бобринецький              | Грузьке         | ПВРУ 984-VIII  |
| село   | Жовтневе             | Бобринецький              | Яблучко         | ПВРУ 1037-VIII |
| село   | Куйбишеве            | Бобринецький              | Благодатне      | ПВРУ 984-VIII  |
| село   | Свердлове            | Бобринецький              | Златопілля      | ПВРУ 1377-VIII |
| село   | Фрунзе               | Бобринецький              | Богданівка      | ПВРУ 1037-VIII |
| село   | Червонозорівка       | Бобринецький              | Кривоносове     | ПВРУ 1037-VIII |
| село   | Котовське            | Вільшанський              | Куца Балка      | ПВРУ 1353-VIII |
| село   | Жовтневе             | Гайворонський             | Кленове         | ПВРУ 984-VIII  |
| село   | Котовка              | Гайворонський             | Покровське      | ПВРУ 1037-VIII |
| село   | Орджонікідзе         | Гайворонський             | Садове          | ПВРУ 1037-VIII |
| селище | Іллічівка            | Голованівський            | Лісне           | ПВРУ 984-VIII  |
| село   | Цюрупи               | Голованівський            | Тернове         | ПВРУ 984-VIII  |
| село   | Більшовик            | Долинський                | Степове         | ПВРУ 984-VIII  |
| село   | Кірове               | Долинський                | Бокове          | ПВРУ 984-VIII  |
| село   | Новомосковське       | Долинський                | Ситаєве         | ПВРУ 984-VIII  |
| село   | Крупське             | Кіровоградський           | Карлівка        | ПВРУ 984-VIII  |
| село   | Кіровка              | Маловисківський           | Миролюбівка     | ПВРУ 1037-VIII |
| селище | Комсомольське        | Маловисківський           | Заповідне       | ПВРУ 984-VIII  |
| село   | Леніна               | Маловисківський           | Гаївка          | ПВРУ 1037-VIII |
| село   | Леніно-Ульяновка     | Маловисківський           | Калаколове      | ПВРУ 1037-VIII |
| село   | Ленінське            | Маловисківський           | Пасічне         | ПВРУ 1037-VIII |
| селище | Улянівка             | Маловисківський           | Вишневе         | ПВРУ 1353-VIII |
| село   | Жовтневе             | Новомиргородський         | Миролюбівка     | ПВРУ 1037-VIII |
| село   | Крупське             | Новомиргородський         | Миколаївка      | ПВРУ 1037-VIII |
| село   | Октябрське           | Новоукраїнський           | Вишневе         | ПВРУ 1037-VIII |
| село   | Петрівське           | Новоукраїнський           | Піщанське       | ПВРУ 1037-VIII |
| село   | Володимиро-Ульяновка | Олександрійський          | Новоулянівка    | ПВРУ 1374-VIII |
| селище | Комінтерн            | Олександрійський          | Новоселівка     | ПВРУ 984-VIII  |
| село   | Леніна Друге         | Олександрійський          | Медове          | ПВРУ 984-VIII  |
| село   | Леніна Перше         | Олександрійський          | Зелене          | ПВРУ 984-VIII  |
| село   | Пролетарське         | Олександрійський          | Травневе        | ПВРУ 984-VIII  |
| село   | Краснофедорівка      | Онуфріївський             | Федорівка       | ПВРУ 1037-VIII |
| село   | Петрівське           | Петрівський               | Козацьке        | ПВРУ 1377-VIII |
| село   | Іллічівка            | Світловодський            | Вищепанівка     | ПВРУ 984-VIII  |
| село   | Свердловка           | Світловодський            | Вільне          | ПВРУ 1353-VIII |
| місто  | Ульяновка            | Ульяновський              | Благовіщенське  | ПВРУ 1377-VIII |
| село   | Димитрове            | Устинівський              | Новоігорівка    | ПВРУ 1377-VIII |
| село   | Жовтневе             | Устинівський              | Лебедине        | ПВРУ 1353-VIII |
| село   | Ленінка              | Устинівський              | Степове         | ПВРУ 984-VIII  |
| село   | Третій Інтернаціонал | Устинівський              | Третє           | ПВРУ 1374-VIII |
| місто  | Кіровоград           | Кіровоградська міськрада  | Кропивницький   | ПВРУ 1468-VIII |
| смт    | Димитрове            | Олександрійська міськрада | Олександрійське | ПВРУ 1353-VIII |

### Луганська область
| Тип    | Стара назва        | Район/міськрада                           | Нова назва          | Посилання      |
| ------ | ------------------ | ----------------------------------------- | ------------------- | -------------- |
| село   | Червоний Жовтень   | Антрацитівський                           | Леонове             | ПВРУ 1351-VIII |
| селище | Червоноармійське   | Білокуракинський                          | Мирне               | ПВРУ 1353-VIII |
| селище | Орджонікідзе       | Краснодонський                            | Нижня Шевирівка     | ПВРУ 1351-VIII |
| село   | Пархоменко         | Краснодонський                            | Макарів Яр          | ПВРУ 1351-VIII |
| селище | Радгоспний         | Краснодонський                            | Малокалинове        | ПВРУ 1351-VIII |
| село   | Радянське          | Краснодонський                            | Горіхова Балка      | ПВРУ 1351-VIII |
| село   | Індустріальне      | Кремінський                               | Півневе             | ПВРУ 1377-VIII |
| село   | Петрівське         | Кремінський                               | Греківка            | ПВРУ 1377-VIII |
| селище | Червона Діброва    | Кремінський                               | Діброва             | ПВРУ 1377-VIII |
| село   | Карла Лібкнехта    | Лутугинський                              | Мар'ївка            | ПВРУ 1351-VIII |
| селище | Комсомолець        | Лутугинський                              | Кам'яний Пласт      | ПВРУ 1351-VIII |
| смт    | Леніна             | Лутугинський                              | Марія               | ПВРУ 1351-VIII |
| село   | Комуна             | Марківський                               | Деркулове           | ПВРУ 1377-VIII |
| село   | Дзержинське        | Міловський                                | Березове            | ПВРУ 984-VIII  |
| село   | Червона Зірка      | Міловський                                | Рання Зоря          | ПВРУ 1037-VIII |
| село   | Червона Зоря       | Міловський                                | Шелестівка          | ПВРУ 1377-VIII |
| селище | Радгоспний         | Новопсковський                            | Зелений Гай         | ПВРУ 1377-VIII |
| місто  | Артемівськ         | Перевальський                             | Кипуче              | ПВРУ 1351-VIII |
| село   | Красна Зоря        | Перевальський                             | Чорногорівка        | ПВРУ 1466-VIII |
| селище | Радгоспний         | Перевальський                             | Селезнівське        | ПВРУ 1351-VIII |
| селище | Червоний Прапор    | Перевальський                             | Старе               | ПВРУ 1351-VIII |
| село   | Артемівка          | Сватівський                               | М'ясожарівка        | ПВРУ 1377-VIII |
| село   | Жовтневе           | Сватівський                               | Джерельне           | ПВРУ 984-VIII  |
| село   | Калинівка          | Сватівський                               | Сторожівка          | ПВРУ 1377-VIII |
| селище | Комсомольський     | Сватівський                               | Лагідне             | ПВРУ 984-VIII  |
| село   | Первомайськ        | Сватівський                               | Травневе            | ПВРУ 984-VIII  |
| село   | Петрівка           | Сватівський                               | Коржове             | ПВРУ 1377-VIII |
| село   | Петрівське         | Сватівський                               | Вестатівка          | ПВРУ 1377-VIII |
| село   | Розівка            | Сватівський                               | Андріївка           | ПВРУ 1377-VIII |
| село   | Свердловка         | Сватівський, Нижньодуванська селищна рада | Твердохлібове       | ПВРУ 1377-VIII |
| село   | Свердловка         | Сватівський, Райгородська сільрада        | Новоєгорівка        | ПВРУ 1374-VIII |
| смт    | Бірюкове           | Свердловський                             | Криничне            | ПВРУ 1351-VIII |
| село   | Красний Луч        | Слов'яносербський                         | Мамушеве            | ПВРУ 1351-VIII |
| смт    | Лотикове           | Слов'яносербський                         | Іванівське          | ПВРУ 1351-VIII |
| смт    | Фрунзе             | Слов'яносербський                         | Сентянівка          | ПВРУ 1466-VIII |
| смт    | Петрівка           | Станично-Луганський                       | Петропавлівка       | ПВРУ 1377-VIII |
| село   | Піонерське         | Станично-Луганський                       | Суходіл             | ПВРУ 1377-VIII |
| село   | Червоний Жовтень   | Станично-Луганський                       | Сотенне             | ПВРУ 1377-VIII |
| село   | Іллічівка          | Троїцький                                 | Зайцеве             | ПВРУ 1377-VIII |
| село   | Калініне           | Троїцький                                 | Джерельне           | ПВРУ 1377-VIII |
| село   | Красна Чапліївка   | Троїцький                                 | Чапліївка           | ПВРУ 1377-VIII |
| місто  | Кіровськ           | Кіровська міськрада                       | Голубівка           | ПВРУ 1351-VIII |
| смт    | Червоногвардійське | Кіровська міськрада                       | Криничанське        | ПВРУ 1351-VIII |
| смт    | Енгельсове         | Краснодонська міськрада                   | Буран               | ПВРУ 1351-VIII |
| місто  | Краснодон          | Краснодонська міськрада                   | Сорокине            | ПВРУ 1351-VIII |
| смт    | Краснодон          | Краснодонська міськрада                   | Тепле               | ПВРУ 1351-VIII |
| село   | Артема             | Краснолуцька міськрада                    | Жереб'яче           | ПВРУ 1351-VIII |
| місто  | Вахрушеве          | Краснолуцька міськрада                    | Боково-Хрустальне   | ПВРУ 1351-VIII |
| місто  | Красний Луч        | Краснолуцька міськрада                    | Хрустальний         | ПВРУ 1351-VIII |
| місто  | Петровське         | Краснолуцька міськрада                    | Петрово-Красносілля | ПВРУ 1351-VIII |
| селище | Дзержинське        | Луганська міськрада                       | Зразкове            | ПВРУ 1351-VIII |
| смт    | Ювілейне           | Луганська міськрада                       | Катеринівка         | ПВРУ 1351-VIII |
| смт    | Дзержинський       | Ровеньківська міськрада                   | Любимівка           | ПВРУ 1351-VIII |
| село   | Красний Колос      | Ровеньківська міськрада                   | Лобівські Копальні  | ПВРУ 1377-VIII |
| смт    | Пролетарський      | Ровеньківська міськрада                   | Картушине           | ПВРУ 1351-VIII |
| село   | Чапаєвка           | Ровеньківська міськрада                   | Залізничне          | ПВРУ 1351-VIII |
| смт    | Володарськ         | Свердловська міськрада                    | Ведмеже             | ПВРУ 1351-VIII |
| смт    | Калінінський       | Свердловська міськрада                    | Кундрюче            | ПВРУ 1351-VIII |
| смт    | Комсомольський     | Свердловська міськрада                    | Дубове              | ПВРУ 1351-VIII |
| смт    | Ленінське          | Свердловська міськрада                    | Вальянівське        | ПВРУ 1351-VIII |
| місто  | Свердловськ        | Свердловська міськрада                    | Довжанськ           | ПВРУ 1351-VIII |
| місто  | Червонопартизанськ | Свердловська міськрада                    | Вознесенівка        | ПВРУ 1466-VIII |
| місто  | Стаханов           | Стахановська міськрада                    | Кадіївка            | ПВРУ 1351-VIII |

### Львівська область
| Тип  | Стара назва | Район            | Нова назва  | Посилання      |
| ---- | ----------- | ---------------- | ----------- | -------------- |
| село | Андріївка   | Буський          | Мармузовичі | ПВРУ 1377-VIII |
| село | Максимівка  | Старосамбірський | Лібухова    | ПВРУ 1377-VIII |

### Миколаївська область
| Тип    | Стара назва       | Район                                  | Нова назва       | Посилання      |
| ------ | ----------------- | -------------------------------------- | ---------------- | -------------- |
| село   | Леніне            | Баштанський                            | Лук'янівка       | ПВРУ 984-VIII  |
| село   | Червона Зірка     | Баштанський                            | Шляхове          | ПВРУ 984-VIII  |
| село   | Кімівка           | Березанський                           | Калинівка        | ПВРУ 1377-VIII |
| село   | Ленінка           | Березанський                           | Виноградне       | ПВРУ 1377-VIII |
| село   | Чапаєвка          | Березанський                           | Щасливе          | ПВРУ 1377-VIII |
| село   | Червона Українка  | Березанський                           | Українка         | ПВРУ 1377-VIII |
| село   | Іллічівка         | Братський                              | Іванівка         | ПВРУ 1377-VIII |
| село   | Щорса             | Братський                              | Степове          | ПВРУ 984-VIII  |
| смт    | Кудрявцівка       | Веселинівський                         | Токарівка        | ПВРУ 1377-VIII |
| село   | Червоні Кошари    | Вознесенський                          | Вільне           | ПВРУ 1377-VIII |
| село   | Гуляницьке        | Врадіївський                           | Покровське       | ПВРУ 1377-VIII |
| село   | Жовтневе          | Врадіївський                           | Новомихайлівське | ПВРУ 1377-VIII |
| село   | Жовтневе          | Доманівський                           | Цвіткове         | ПВРУ 1377-VIII |
| село   | Куйбишевка        | Доманівський                           | Бузькі Пороги    | ПВРУ 1377-VIII |
| село   | Фрунзе            | Доманівський                           | Петропавлівка    | ПВРУ 1377-VIII |
| село   | Червоний Київ     | Доманівський                           | Київ             | ПВРУ 1377-VIII |
| село   | Куйбишевка        | Єланецький                             | Велика Солона    | ПВРУ 1377-VIII |
| село   | Бармашове         | Жовтневий                              | Білозірка        | ПВРУ 1353-VIII |
| село   | Воровське         | Жовтневий                              | Степове          | ПВРУ 1377-VIII |
| селище | Коларівка         | Жовтневий                              | Каравелове       | ПВРУ 1377-VIII |
| село   | Комсомольське     | Жовтневий                              | Благодатне       | ПВРУ 1353-VIII |
| селище | Пам'ять Комунарів | Жовтневий                              | Святомиколаївка  | ПВРУ 1377-VIII |
| село   | Петрівське        | Жовтневий                              | Водокачка        | ПВРУ 1377-VIII |
| село   | Жовтень           | Казанківський                          | Нове             | ПВРУ 1377-VIII |
| селище | Незаможник        | Казанківський                          | Гранітне         | ПВРУ 1377-VIII |
| село   | Червона Знам'янка | Казанківський                          | Шевченкове       | ПВРУ 1377-VIII |
| село   | Леніне            | Кривоозерський                         | Гойдаї           | ПВРУ 1377-VIII |
| селище | Червоний Орач     | Кривоозерський                         | Семенівка        | ПВРУ 1377-VIII |
| селище | Жовтневе          | Миколаївський                          | Чумаки           | ПВРУ 1377-VIII |
| село   | Кірове            | Миколаївський                          | Зарічне          | ПВРУ 1353-VIII |
| селище | Комсомольське     | Миколаївський                          | Благодарівка     | ПВРУ 1465-VIII |
| селище | Радгоспне         | Миколаївський                          | Чемерлієве       | ПВРУ 1377-VIII |
| селище | Радсад            | Миколаївський                          | Радісний Сад     | ПВРУ 1353-VIII |
| село   | Улянівка          | Миколаївський                          | Михайлівка       | ПВРУ 1353-VIII |
| селище | Червоноармійське  | Миколаївський                          | Мирне            | ПВРУ 1377-VIII |
| село   | Жовтневе          | Новобузький, Вільнозапорізька сільрада | Степове          | ПВРУ 1377-VIII |
| село   | Жовтневе          | Новобузький, Новобузька міськрада      | Станційне        | ПВРУ 1377-VIII |
| селище | Щорсове           | Новобузький                            | Щасливе          | ПВРУ 1377-VIII |
| село   | Артемівка         | Новоодеський                           | Озерне           | ПВРУ 1377-VIII |
| село   | Кіровка           | Новоодеський                           | Степове          | ПВРУ 1037-VIII |
| село   | Жовтень           | Очаківський                            | Сонячне          | ПВРУ 1377-VIII |
| село   | Жовтневе          | Первомайський                          | Зоряне           | ПВРУ 1377-VIII |
| село   | Куйбишеве         | Снігурівський                          | Калинівка        | ПВРУ 1037-VIII |
| селище | Красне Знам'я     | Снігурівський                          | Любомирівка      | ПВРУ 1465-VIII |
| селище | Радгоспне         | Снігурівський                          | Степове          | ПВРУ 1377-VIII |
| село   | Червона Зірка     | Снігурівський                          | Суворе           | ПВРУ 1377-VIII |
| село   | Червоний Промінь  | Снігурівський                          | Промінь          | ПВРУ 1037-VIII |

### Одеська область
| Тип    | Стара назва          | Район/міськрада                               | Нова назва          | Посилання      |
| ------ | -------------------- | --------------------------------------------- | ------------------- | -------------- |
| село   | Ухожани              | Балтський                                     | Новополь            | ПВРУ 1353-VIII |
| село   | Червона Зірка        | Балтський                                     | Шумилове            | ПВРУ 1377-VIII |
| село   | Вовкове              | Березівський                                  | Танівка             | ПВРУ 1377-VIII |
| село   | Жовтнівка            | Березівський                                  | Виноград            | ПВРУ 1377-VIII |
| село   | Котовське            | Березівський, Розквітівська громада           | Чудське             | ПВРУ 1377-VIII |
| село   | Котовське            | Березівський, Червоноволодимирівська сільрада | Котовка             | ПВРУ 1353-VIII |
| село   | Червоний Агроном     | Березівський                                  | Вишневе             | ПВРУ 1353-VIII |
| село   | Червоноармійське     | Березівський                                  | Новокальчеве        | ПВРУ 1377-VIII |
| село   | Червоноволодимирівка | Березівський                                  | Михайлівка          | ПВРУ 1377-VIII |
| селище | Жовтнева Революція   | Біляївський                                   | Радісне             | ПВРУ 1037-VIII |
| село   | Котовка              | Біляївський                                   | Латівка             | ПВРУ 1377-VIII |
| село   | Ленінське Перше      | Біляївський                                   | Сонячне             | ПВРУ 1353-VIII |
| село   | Петрівське           | Біляївський                                   | Петрове             | ПВРУ 1353-VIII |
| село   | Чапаєве              | Біляївський                                   | Тихе                | ПВРУ 1353-VIII |
| село   | Червона Зірка        | Біляївський                                   | Зоряне              | ПВРУ 1353-VIII |
| селище | Червоний Розселенець | Біляївський                                   | Розселенець         | ПВРУ 1353-VIII |
| село   | Жовтневе             | Болградський                                  | Каракурт            | ПВРУ 1353-VIII |
| село   | Нове Жовтневе        | Болградський                                  | Новий Каракурт      | ПВРУ 1353-VIII |
| село   | Червоноармійське     | Болградський                                  | Кубей               | ПВРУ 1353-VIII |
| село   | Артема               | Великомихайлівський                           | Трудомирівка        | ПВРУ 1353-VIII |
| село   | Благоєве             | Великомихайлівський                           | Мартове             | ПВРУ 1353-VIII |
| село   | Дзержинське          | Великомихайлівський                           | Єрмішкове           | ПВРУ 1353-VIII |
| село   | Кірове               | Великомихайлівський                           | Вишневе             | ПВРУ 1353-VIII |
| село   | Незаможник           | Великомихайлівський                           | Заможне             | ПВРУ 1353-VIII |
| село   | Петрівське           | Великомихайлівський                           | Полішпакове         | ПВРУ 1377-VIII |
| село   | Чапаєве              | Великомихайлівський                           | Воробіївка          | ПВРУ 1377-VIII |
| село   | Благоєве             | Іванівський                                   | Великий Буялик      | ПВРУ 1377-VIII |
| село   | Леніна               | Іванівський                                   | Букачі              | ПВРУ 1377-VIII |
| село   | Червонознам'янка     | Іванівський                                   | Знам'янка           | ПВРУ 1467-VIII |
| село   | Щорсове              | Іванівський                                   | Шеметове            | ПВРУ 1353-VIII |
| село   | Котовці              | Кодимський                                    | Сергіївка           | ПВРУ 1377-VIII |
| село   | Благоєве             | Комінтернівський                              | Христо-Ботеве       | ПВРУ 1377-VIII |
| село   | Іллічівка            | Комінтернівський                              | Ілічанка            | ПВРУ 1353-VIII |
| село   | Кірове               | Комінтернівський                              | Трояндове           | ПВРУ 1374-VIII |
| смт    | Комінтернівське      | Комінтернівський                              | Доброслав           | ПВРУ 1465-VIII |
| село   | Петрівка             | Комінтернівський                              | Курісове            | ПВРУ 1377-VIII |
| село   | Петровського         | Комінтернівський                              | Вишневе             | ПВРУ 1037-VIII |
| село   | Свердлове            | Комінтернівський                              | Іванове             | ПВРУ 1353-VIII |
| село   | Червона Нива         | Комінтернівський                              | Тилігульське        | ПВРУ 1377-VIII |
| селище | Куйбишевське         | Котовський                                    | Казбеки             | ПВРУ 1377-VIII |
| село   | Чапаєвка             | Котовський, Куяльницька сільрада              | Малий Куяльник      | ПВРУ 1377-VIII |
| село   | Чапаєвка             | Котовський, Чапаєвська сільрада               | Ставки              | ПВРУ 1377-VIII |
| смт    | Красні Окни          | Красноокнянський                              | Окни                | ПВРУ 1377-VIII |
| селище | Червоний Орач        | Красноокнянський                              | Новий Орач          | ПВРУ 1353-VIII |
| село   | Жовтневе             | Любашівський                                  | Вишневе             | ПВРУ 1037-VIII |
| село   | Воровського          | Миколаївский                                  | Ставкове            | ПВРУ 984-VIII  |
| село   | Ленінталь            | Овідіопольський                               | Лібенталь           | ПВРУ 1353-VIII |
| село   | Мізікевича           | Овідіопольський                               | Лиманка             | ПВРУ 1377-VIII |
| село   | Кірове               | Роздільнянський                               | Благодатне          | ПВРУ 1353-VIII |
| село   | Ленінське Друге      | Роздільнянський                               | Новодмитрівка Друга | ПВРУ 1353-VIII |
| село   | Піонерське           | Роздільнянський                               | Виноградівка        | ПВРУ 1353-VIII |
| село   | Жовтневе             | Тарутинський                                  | Матильдівка         | ПВРУ 1377-VIII |
| село   | Дмитрівка            | Татарбунарський                               | Дельжилер           | ПВРУ 1353-VIII |
| село   | Леніне               | Фрунзівський                                  | Торосове            | ПВРУ 1037-VIII |
| смт    | Фрунзівка            | Фрунзівський                                  | Захарівка           | ПВРУ 1377-VIII |
| село   | Жовтень              | Ширяївський                                   | Петровірівка        | ПВРУ 1353-VIII |
| село   | Жовтневе             | Ширяївський, Новоандріївська сільрада         | Докторове           | ПВРУ 1353-VIII |
| село   | Жовтневе             | Ширяївський, Орджонікідзевська сільрада       | Крижанівка          | ПВРУ 1353-VIII |
| село   | Жовтневе             | Ширяївський, Старомаяківська сільрада         | Буци                | ПВРУ 1377-VIII |
| село   | Орджонікідзе         | Ширяївський                                   | Армашівка           | ПВРУ 1353-VIII |
| село   | Петрівське           | Ширяївський                                   | Жуковське           | ПВРУ 1377-VIII |
| село   | Червоний Кут         | Ширяївський                                   | Чорний Кут          | ПВРУ 1377-VIII |
| місто  | Іллічівськ           | Іллічівська міськрада                         | Чорноморськ         | ПВРУ 984-VIII  |
| місто  | Котовськ             | Котовська міськрада                           | Подільськ           | ПВРУ 1353-VIII |

### Полтавська область
| Тип    | Стара назва       | Район/міськрада           | Нова назва     | Посилання      |
| ------ | ----------------- | ------------------------- | -------------- | -------------- |
| село   | Чапаєвка          | Великобагачанський        | Мар'янівка     | ПВРУ 1377-VIII |
| село   | Жовтневе          | Гадяцький                 | Степове        | ПВРУ 1037-VIII |
| село   | Краснознаменка    | Гадяцький                 | Сергіївка      | ПВРУ 1037-VIII |
| село   | Радянська Дача    | Гадяцький                 | Дачне          | ПВРУ 984-VIII  |
| село   | Жовтневе          | Глобинський               | Зарічне        | ПВРУ 1353-VIII |
| село   | Фрунзівка         | Глобинський               | Троїцьке       | ПВРУ 1037-VIII |
| село   | Жовтневе          | Гребінківський            | Сотницьке      | ПВРУ 1037-VIII |
| село   | Паризька Комуна   | Гребінківський            | Польове        | ПВРУ 1037-VIII |
| село   | Ульяновка         | Гребінківський            | Почаївка       | ПВРУ 1037-VIII |
| село   | Чапаєвка          | Диканський                | Діброва        | ПВРУ 1353-VIII |
| село   | Комсомольське     | Зіньківський              | Пірки          | ПВРУ 1037-VIII |
| село   | Халтурине         | Карлівський               | Мартинівка     | ПВРУ 1353-VIII |
| село   | Червонознам'янка  | Карлівський               | Знаменка       | ПВРУ 1353-VIII |
| село   | Жовтневе          | Кобеляцький               | Панське        | ПВРУ 1377-VIII |
| село   | Калініне          | Кобеляцький               | Білоконівка    | ПВРУ 1353-VIII |
| село   | Кірове            | Кобеляцький               | Лебедине       | ПВРУ 1353-VIII |
| село   | Котовське         | Кобеляцький               | Вітрова Балка  | ПВРУ 1377-VIII |
| село   | Радянське         | Кобеляцький               | Придніпрянське | ПВРУ 1353-VIII |
| село   | Свердловське      | Кобеляцький               | Вишневе        | ПВРУ 1353-VIII |
| село   | Фрунзе            | Кобеляцький               | Мирне          | ПВРУ 1037-VIII |
| село   | Чапаєве           | Кобеляцький               | Степове        | ПВРУ 1353-VIII |
| село   | Жовтневе          | Козельщинський            | Кащівка        | ПВРУ 1353-VIII |
| село   | Комінтерн         | Козельщинський            | Павлики        | ПВРУ 1377-VIII |
| село   | Чапаєвка          | Козельщинський            | Мальці         | ПВРУ 1377-VIII |
| село   | Дзержинське       | Кременчуцький             | Придніпрянське | ПВРУ 1353-VIII |
| село   | Червона Знам'янка | Кременчуцький             | Нова Знам'янка | ПВРУ 1353-VIII |
| село   | Комсомольське     | Лохвицький                | Потоцьківщина  | ПВРУ 1037-VIII |
| село   | Луценки           | Лохвицький                | Жабки          | ПВРУ 1377-VIII |
| село   | Пролетар          | Лохвицький                | Степне         | ПВРУ 1353-VIII |
| місто  | Червонозаводське  | Лохвицький                | Заводське      | ПВРУ 984-VIII  |
| село   | Жовтневе          | Лубенський                | Покровське     | ПВРУ 1037-VIII |
| село   | Ленінове          | Новосанжарський           | Лугове         | ПВРУ 1353-VIII |
| село   | Оборона Рад       | Новосанжарський           | Райдужне       | ПВРУ 1353-VIII |
| село   | Куйбишеве         | Оржицький                 | Вишневе        | ПВРУ 1353-VIII |
| село   | Кірове            | Полтавський               | Пальчиківка    | ПВРУ 1353-VIII |
| село   | Кротенки          | Полтавський               | Сем'янівка     | ПВРУ 1353-VIII |
| село   | Куликове          | Полтавський               | Коломацьке     | ПВРУ 1353-VIII |
| село   | Улянівка          | Полтавський               | Петрашівка     | ПВРУ 1377-VIII |
| селище | Жовтневе          | Решетилівський            | Покровське     | ПВРУ 1353-VIII |
| село   | Фрунзівка         | Решетилівський            | Капустяни      | ПВРУ 1377-VIII |
| село   | Жовтневе          | Семенівський              | Рокити         | ПВРУ 1377-VIII |
| село   | Чапаєвка          | Семенівський              | Малинівка      | ПВРУ 1037-VIII |
| село   | Петрівка          | Хорольський               | Вишневе        | ПВРУ 1353-VIII |
| село   | Улянівка          | Хорольський               | Княжа Лука     | ПВРУ 1377-VIII |
| смт    | Артемівка         | Чутівський                | Скороходове    | ПВРУ 1037-VIII |
| село   | Жовтневе          | Чутівський                | Павлівка       | ПВРУ 1377-VIII |
| село   | Чапаєве           | Чутівський                | Петрівка       | ПВРУ 1377-VIII |
| село   | Червоне           | Чутівський                | Щасливе        | ПВРУ 1353-VIII |
| село   | Щорсівка          | Чутівський                | Степове        | ПВРУ 1353-VIII |
| село   | Куйбишеве         | Шишацький                 | Покровське     | ПВРУ 1374-VIII |
| село   | Колгоспна Гора    | Комсомольська міська рада | Гора           | ПВРУ 1353-VIII |
| місто  | Комсомольськ      | Комсомольська міська рада | Горішні Плавні | ПВРУ 1377-VIII |

### Рівненська область
| Тип   | Стара назва | Район/міськрада          | Нова назва   | Посилання      |
| ----- | ----------- | ------------------------ | ------------ | -------------- |
| село  | Червоне     | Дубровицький             | Острівці     | ПВРУ 1377-VIII |
| село  | Радянське   | Млинівський              | П'яннє       | ПВРУ 1353-VIII |
| село  | Жовтневе    | Радивилівський           | Нова Пляшева | ПВРУ 1377-VIII |
| село  | Іскра       | Рівненський              | Новожуків    | ПВРУ 1377-VIII |
| місто | Кузнецовськ | Кузнецовська міська рада | Вараш        | ПВРУ 1377-VIII |

### Севастополь
Населені пункти Севастопольської міськради перейменовані Постановою Верховної Ради України від 12 травня 2016 року № 1352-VIII «Про перейменування окремих населених пунктів та районів Автономної Республіки Крим та міста Севастополя». Постанова набрала чинності у 2023 році.
| Тип  | Стара назва | Район         | Нова назва | Посилання      |
| ---- | ----------- | ------------- | ---------- | -------------- |
| село | Колхозне    | Балаклавський | Узунджи    | ПВРУ 1352-VIII |

### Сумська область
| Тип    | Стара назва          | Район/міськрада         | Нова назва      | Посилання      |
| ------ | -------------------- | ----------------------- | --------------- | -------------- |
| смт    | Жовтневе             | Білопільський           | Миколаївка      | ПВРУ 1377-VIII |
| село   | Петрівське           | Білопільський           | Мелячиха        | ПВРУ 1377-VIII |
| село   | Радянське            | Білопільський           | Болотишине      | ПВРУ 1037-VIII |
| селище | Жовтневе             | Буринський              | Копилове        | ПВРУ 1377-VIII |
| село   | Володимирівка        | Великописарівський      | Василівка       | ПВРУ 1377-VIII |
| село   | Воровське            | Великописарівський      | Рідне           | ПВРУ 1377-VIII |
| село   | Комсомолець          | Великописарівський      | Мирне           | ПВРУ 1377-VIII |
| село   | Петрівське           | Великописарівський      | Маракучка       | ПВРУ 1037-VIII |
| село   | Радянське            | Великописарівський      | Пономаренки     | ПВРУ 1377-VIII |
| смт    | Червоне              | Глухівський             | Есмань          | ПВРУ 1377-VIII |
| село   | Жовтневе             | Конотопський            | Курилівка       | ПВРУ 1377-VIII |
| село   | Крупське             | Конотопський            | Базилівка       | ПВРУ 1377-VIII |
| село   | Ленінське            | Кролевецький            | Спаське         | ПВРУ 1037-VIII |
| село   | Петрівка             | Кролевецький            | Морозівка       | ПВРУ 1377-VIII |
| село   | Червоний Ранок       | Кролевецький            | Божок           | ПВРУ 1377-VIII |
| село   | Жовтневе             | Лебединський            | Степове         | ПВРУ 1037-VIII |
| село   | Комісарівка          | Лебединський            | Яснопілля       | ПВРУ 1037-VIII |
| село   | Ленінське            | Лебединський            | Мирне           | ПВРУ 1037-VIII |
| село   | Радянське            | Лебединський            | Слобода         | ПВРУ 1037-VIII |
| село   | Беєве-Комуна         | Липоводолинський        | Мельникове      | ПВРУ 1377-VIII |
| селище | Калінінське          | Липоводолинський        | Суха Грунь      | ПВРУ 1377-VIII |
| село   | Жовтневе             | Недригайлівський        | Соснівка        | ПВРУ 1037-VIII |
| село   | Кірове               | Недригайлівський        | Перетічки       | ПВРУ 1037-VIII |
| село   | Жовтневе             | Охтирський              | Щоми            | ПВРУ 1377-VIII |
| село   | Іллічівка            | Охтирський              | Мирне           | ПВРУ 1037-VIII |
| село   | Піонер               | Охтирський              | Соборне         | ПВРУ 1377-VIII |
| село   | Октябрське           | Путивльський            | Зарічне         | ПВРУ 1037-VIII |
| село   | Гришине              | Роменський              | Гаврилівка      | ПВРУ 1377-VIII |
| село   | Кім                  | Середино-Будський       | Четвертакове    | ПВРУ 1037-VIII |
| селище | Красний Прогрес      | Середино-Будський       | Прогрес         | ПВРУ 1037-VIII |
| селище | Свердлове            | Середино-Будський       | Зарічне         | ПВРУ 1037-VIII |
| село   | Дзержинське          | Сумський                | Лугове          | ПВРУ 1037-VIII |
| село   | Жовтневе             | Сумський                | Вишневе         | ПВРУ 1037-VIII |
| село   | Ленінське            | Сумський                | Степне          | ПВРУ 1377-VIII |
| селище | Пролетарське         | Сумський                | Мар'їне         | ПВРУ 1037-VIII |
| селище | Радянське            | Сумський                | Мала Корчаківка | ПВРУ 1037-VIII |
| село   | Фрунзенка            | Сумський                | Діброва         | ПВРУ 1037-VIII |
| село   | Червоне              | Сумський                | Старе Село      | ПВРУ 1377-VIII |
| село   | Червонопрапорне      | Сумський                | Яблунівка       | ПВРУ 1037-VIII |
| селище | Радгоспне            | Тростянецький           | Виноградне      | ПВРУ 1037-VIII |
| село   | Коротченкове         | Шосткинський            | Погребки        | ПВРУ 1037-VIII |
| село   | Комінтерн            | Ямпільський             | Лісне           | ПВРУ 1037-VIII |
| село   | Октябрщина           | Ямпільський             | Ольгине         | ПВРУ 1377-VIII |
| село   | Комсомольська Комуна | Конотопська міська рада | Калинівка       | ПВРУ 1037-VIII |

### Тернопільська область
| Тип  | Стара назва | Район          | Нова назва      | Посилання     |
| ---- | ----------- | -------------- | --------------- | ------------- |
| село | Радянське   | Кременецький   | Великі Млинівці | ПВРУ 825-VIII |
| село | Жовтневе    | Тернопільський | Соборне         | ПВРУ 984-VIII |

### Харківська область
| Тип    | Стара назва            | Район/міськрада                              | Нова назва      | Посилання      |
| ------ | ---------------------- | -------------------------------------------- | --------------- | -------------- |
| селище | Жовтневе               | Балаклійський, Асіївська сільрада            | Слобожанське    | ПВРУ 984-VIII  |
| селище | Жовтневе               | Балаклійський, Пришибська сільрада           | Покровське      | ПВРУ 1037-VIII |
| село   | Червона Гусарівка      | Балаклійський                                | Нова Гусарівка  | ПВРУ 1037-VIII |
| смт    | Червоний Донець        | Балаклійський                                | Донець          | ПВРУ 1353-VIII |
| село   | Червоний Степ          | Балаклійський                                | Степок          | ПВРУ 1037-VIII |
| село   | Червоний Яр            | Балаклійський                                | Калинівка       | ПВРУ 1037-VIII |
| село   | Жовтневе               | Барвінківський                               | Високе          | ПВРУ 984-VIII  |
| село   | Іллічівка              | Барвінківський                               | Рідне           | ПВРУ 1353-VIII |
| село   | Воровського            | Близнюківський                               | Слобожанське    | ПВРУ 1353-VIII |
| село   | Жовтневе               | Близнюківський                               | Верхове         | ПВРУ 1465-VIII |
| село   | Інтернаціональне       | Близнюківський                               | Батюшки         | ПВРУ 984-VIII  |
| село   | Кірове                 | Близнюківський                               | Квітневе        | ПВРУ 1353-VIII |
| село   | Петрівське             | Близнюківський                               | Мирне           | ПВРУ 1353-VIII |
| село   | Пролетарське           | Близнюківський                               | Кленове         | ПВРУ 984-VIII  |
| село   | Радгоспне              | Близнюківський                               | Вишневе         | ПВРУ 1353-VIII |
| селище | Володарівка            | Богодухівський                               | Мала Іванівка   | ПВРУ 1377-VIII |
| селище | Крупської              | Богодухівський                               | Зарічне         | ПВРУ 984-VIII  |
| селище | Червона Нива           | Богодухівський                               | Вікторівка      | ПВРУ 1353-VIII |
| село   | Пролетарське           | Борівський                                   | Степове         | ПВРУ 1037-VIII |
| селище | Комсомольське          | Великобурлуцький                             | Соніно          | ПВРУ 1353-VIII |
| селище | Піонер                 | Великобурлуцький                             | Курганне        | ПВРУ 1037-VIII |
| село   | Пролетарка             | Великобурлуцький                             | Юр'ївка         | ПВРУ 1353-VIII |
| село   | Червоноармійське       | Великобурлуцький                             | Полковниче      | ПВРУ 1377-VIII |
| село   | Жовтневе               | Вовчанський, Рубіжненська сільрада           | Замулівка       | ПВРУ 984-VIII  |
| село   | Жовтневе               | Вовчанський, Червоноармійська Перша сільрада | Лиман           | ПВРУ 984-VIII  |
| село   | Жовтневе Друге         | Вовчанський                                  | Миколаївка      | ПВРУ 984-VIII  |
| село   | Петрівське             | Вовчанський                                  | Зарічне         | ПВРУ 1353-VIII |
| село   | Пролетарське           | Вовчанський                                  | Лосівка         | ПВРУ 984-VIII  |
| село   | Профінтерн             | Вовчанський                                  | Вишневе         | ПВРУ 984-VIII  |
| село   | Радянське              | Вовчанський                                  | Графське        | ПВРУ 984-VIII  |
| село   | Революційне            | Вовчанський                                  | Бугаївка        | ПВРУ 1377-VIII |
| село   | Червоноармійське Друге | Вовчанський                                  | Кирилівка       | ПВРУ 984-VIII  |
| село   | Червоноармійське Перше | Вовчанський                                  | Симинівка       | ПВРУ 1353-VIII |
| село   | Жовтневе               | Дворічанський                                | Богданівське    | ПВРУ 1377-VIII |
| село   | Ілліча                 | Дергачівський                                | Нова Козача     | ПВРУ 984-VIII  |
| селище | Комунар                | Дергачівський                                | Курортне        | ПВРУ 984-VIII  |
| селище | Мануїлівка             | Дергачівський                                | Григорівка      | ПВРУ 984-VIII  |
| село   | Котовського            | Зачепилівський                               | Котівка         | ПВРУ 984-VIII  |
| село   | Петрівське             | Зачепилівський                               | Петрівка        | ПВРУ 984-VIII  |
| село   | Улянівка               | Зачепилівський                               | Олянівка        | ПВРУ 1037-VIII |
| село   | Червона Перемога       | Зачепилівський                               | Перемога        | ПВРУ 1037-VIII |
| село   | Червоний Жовтень       | Зачепилівський                               | Травневе        | ПВРУ 984-VIII  |
| село   | Червоноармійське       | Зачепилівський                               | Вишневе         | ПВРУ 984-VIII  |
| смт    | Комсомольське          | Зміївський                                   | Слобожанське    | ПВРУ 984-VIII  |
| село   | Пролетарське           | Зміївський                                   | Височинівка     | ПВРУ 1377-VIII |
| село   | Радгоспне              | Зміївський                                   | Веселе          | ПВРУ 1377-VIII |
| село   | Жовтневе               | Золочівський                                 | Високе          | ПВРУ 1037-VIII |
| селище | Жовтневе               | Золочівський                                 | Калинове        | ПВРУ 1037-VIII |
| селище | Пролетар               | Золочівський                                 | Малі Феськи     | ПВРУ 1377-VIII |
| село   | Жовтневе               | Ізюмський                                    | Боголюбівка     | ПВРУ 1353-VIII |
| село   | Радянське              | Ізюмський                                    | Рідний Край     | ПВРУ 1353-VIII |
| село   | Червона Поляна         | Ізюмський                                    | Поляна          | ПВРУ 984-VIII  |
| село   | Червоний Донець        | Ізюмський                                    | Щасливе         | ПВРУ 1037-VIII |
| село   | Червоний Оскіл         | Ізюмський                                    | Оскіл           | ПВРУ 1353-VIII |
| село   | Червоний Шахтар        | Ізюмський                                    | Співаківка      | ПВРУ 1377-VIII |
| село   | Артемівка              | Кегичівський                                 | Високе          | ПВРУ 1374-VIII |
| село   | Комунарка              | Кегичівський                                 | Новоіванівка    | ПВРУ 984-VIII  |
| село   | Комунарське            | Кегичівський                                 | Козацьке        | ПВРУ 984-VIII  |
| село   | Улянівка               | Кегичівський                                 | Олександрівське | ПВРУ 984-VIII  |
| смт    | Чапаєве                | Кегичівський                                 | Слобожанське    | ПВРУ 984-VIII  |
| село   | Жовтневе               | Коломацький                                  | Новоіванівське  | ПВРУ 1353-VIII |
| селище | Жовтневе               | Красноградський                              | Покровське      | ПВРУ 1353-VIII |
| село   | Ленінка                | Красноградський                              | Зоряне          | ПВРУ 984-VIII  |
| селище | Ленінське              | Красноградський                              | Дружба          | ПВРУ 984-VIII  |
| село   | Октябрське             | Красноградський                              | Іванівське      | ПВРУ 1353-VIII |
| село   | Чапаєве                | Красноградський                              | Вишневе         | ПВРУ 984-VIII  |
| село   | Комсомолець            | Краснокутський                               | Хутірське       | ПВРУ 984-VIII  |
| селище | Комсомольське          | Краснокутський                               | Бузова          | ПВРУ 984-VIII  |
| селище | Піонерське             | Краснокутський                               | Степове         | ПВРУ 1037-VIII |
| село   | Червоний Прапор        | Краснокутський                               | Княжа Долина    | ПВРУ 1377-VIII |
| село   | Петрівка               | Куп'янський                                  | Осиново         | ПВРУ 1353-VIII |
| селище | Жовтневе               | Лозівський                                   | Лагідне         | ПВРУ 984-VIII  |
| селище | Комсомольське          | Лозівський                                   | Миролюбівка     | ПВРУ 984-VIII  |
| село   | Петрівське             | Лозівський                                   | Українське      | ПВРУ 984-VIII  |
| село   | Радянське              | Лозівський                                   | Степове         | ПВРУ 984-VIII  |
| село   | Реводарівка            | Лозівський                                   | Водолага        | ПВРУ 984-VIII  |
| село   | Червоний Шахтар        | Лозівський                                   | Рубіжне         | ПВРУ 984-VIII  |
| село   | Комінтерн              | Нововодолазький                              | Слобожанське    | ПВРУ 984-VIII  |
| село   | Комсомольське          | Нововодолазький                              | Новопросянське  | ПВРУ 984-VIII  |
| селище | Більшовик              | Первомайський                                | Троїцьке        | ПВРУ 1377-VIII |
| село   | Жовтневе               | Первомайський                                | Калинівка       | ПВРУ 1037-VIII |
| селище | Комсомольське          | Первомайський                                | Трійчате        | ПВРУ 1037-VIII |
| селище | Правда                 | Первомайський                                | Слобідське      | ПВРУ 1377-VIII |
| село   | Совєтське              | Первомайський                                | Степове         | ПВРУ 1037-VIII |
| село   | Червоне Знамено        | Первомайський                                | Червоне         | ПВРУ 1037-VIII |
| село   | Новокомсомольське      | Печенізький                                  | Приморське      | ПВРУ 984-VIII  |
| село   | Жовтень                | Сахновщинський                               | Сугарівське     | ПВРУ 1377-VIII |
| село   | Ленінське              | Сахновщинський                               | Зелений Клин    | ПВРУ 1353-VIII |
| село   | Чапаєвка               | Сахновщинський                               | Зелене          | ПВРУ 1353-VIII |
| село   | Артемівка              | Харківський                                  | Благодатне      | ПВРУ 1037-VIII |
| село   | Жовтневе               | Харківський                                  | Слобожанське    | ПВРУ 1353-VIII |
| село   | Комунар                | Харківський                                  | Котляри         | ПВРУ 984-VIII  |
| селище | Комунар                | Харківський                                  | Новий Коротич   | ПВРУ 1353-VIII |
| селище | Комуніст               | Харківський                                  | Докучаєвське    | ПВРУ 1353-VIII |
| селище | Радгоспне              | Харківський, Бабаївська селищна рада         | Затишне         | ПВРУ 1037-VIII |
| селище | Радгоспне              | Харківський, Веселівська сільрада            | Мале Веселе     | ПВРУ 1377-VIII |
| селище | Радгоспне              | Харківський, Кулиничівська селищна рада      | Елітне          | ПВРУ 984-VIII  |
| селище | Фрунзе                 | Харківський                                  | Слобідське      | ПВРУ 1037-VIII |
| село   | Петрівське             | Чугуївський                                  | Степове         | ПВРУ 984-VIII  |
| селище | Чапаєва                | Чугуївський                                  | Роздольне       | ПВРУ 984-VIII  |
| село   | Ленінка                | Шевченківський                               | Роздольне       | ПВРУ 984-VIII  |
| село   | Димитрова              | Лозівська міськрада                          | Українське      | ПВРУ 1037-VIII |
| село   | Соцзмагання            | Чугуївська міськрада                         | Василів Хутір   | ПВРУ 1353-VIII |
| село   | Мелихівка              | Нововодолазький                              | Миколаївка      | ПВРУ 69-IX     |
| село   | Рябухине               | Нововодолазький                              | Гуляй Поле      | ПВРУ 68-IX     |

### Херсонська область
| Тип    | Стара назва        | Район/міськрада        | Нова назва     | Посилання      |
| ------ | ------------------ | ---------------------- | -------------- | -------------- |
| село   | Кірове             | Бериславський          | Лиманець       | ПВРУ 1353-VIII |
| село   | Куйбишеве          | Бериславський          | Вітрове        | ПВРУ 1353-VIII |
| селище | Ударник            | Бериславський          | Монастирське   | ПВРУ 1377-VIII |
| село   | Кірове             | Білозерський           | Таврійське     | ПВРУ 1037-VIII |
| село   | Петрівське         | Білозерський           | Благодатне     | ПВРУ 1377-VIII |
| селище | Радянське          | Білозерський           | Миролюбівка    | ПВРУ 1037-VIII |
| село   | Тельмана           | Білозерський           | Зарічне        | ПВРУ 1037-VIII |
| селище | Червоний Поділ     | Білозерський           | Мирне          | ПВРУ 1037-VIII |
| смт    | Калінінське        | Великоолександрівський | Калинівське    | ПВРУ 1037-VIII |
| село   | Карло-Марксівське  | Великоолександрівський | Щасливе        | ПВРУ 1037-VIII |
| село   | Леніне             | Верхньорогачицький     | Володимирівка  | ПВРУ 1037-VIII |
| село   | Пролетарій         | Верхньорогачицький     | Таврійське     | ПВРУ 1037-VIII |
| село   | Петрівське         | Високопільський        | Нова Шестірня  | ПВРУ 1377-VIII |
| село   | Червоноармійське   | Високопільський        | Черешневе      | ПВРУ 1353-VIII |
| селище | Жовтневе           | Генічеський            | Ногайське      | ПВРУ 1377-VIII |
| село   | Комісарівка        | Генічеський            | Приморське     | ПВРУ 1374-VIII |
| смт    | Партизани          | Генічеський            | Рикове         | ПВРУ 1353-VIII |
| селище | Радянське          | Генічеський            | Таврійське     | ПВРУ 1377-VIII |
| село   | Рози Люксембург    | Генічеський            | Херсонське     | ПВРУ 1377-VIII |
| село   | Фрунзе             | Генічеський            | Азовське       | ПВРУ 1353-VIII |
| село   | Червонопрапорне    | Генічеський            | Червоне        | ПВРУ 1353-VIII |
| село   | Шлях Незаможника   | Генічеський            | Гордієнківці   | ПВРУ 1377-VIII |
| село   | Щорсівка           | Генічеський            | Олексіївка     | ПВРУ 1353-VIII |
| село   | Більшовик          | Голопристанський       | Приморське     | ПВРУ 1353-VIII |
| селище | Жовтневе           | Голопристанський       | Світанок       | ПВРУ 1037-VIII |
| село   | Індустріальне      | Голопристанський       | Братське       | ПВРУ 1353-VIII |
| село   | Комуна             | Голопристанський       | Тендрівське    | ПВРУ 1353-VIII |
| село   | Краснознам'янка    | Голопристанський       | Олександрівка  | ПВРУ 1353-VIII |
| село   | Червоноармійське   | Горностаївський        | Вільне         | ПВРУ 1037-VIII |
| село   | Кірове             | Іванівський            | Щасливе        | ПВРУ 1037-VIII |
| село   | Фрунзе             | Іванівський            | Агаймани       | ПВРУ 1037-VIII |
| село   | Червоний Прапор    | Іванівський            | Зелений Гай    | ПВРУ 1037-VIII |
| село   | Червоний Чабан     | Каланчацький           | Преображенка   | ПВРУ 1037-VIII |
| селище | Червоний Перекоп   | Каховський             | Зелений Під    | ПВРУ 1377-VIII |
| село   | Комсомольське      | Нижньосірогозький      | Донцове        | ПВРУ 1037-VIII |
| село   | Володимиро-Іллінка | Новотроїцький          | Чумацький Шлях | ПВРУ 1377-VIII |
| селище | Комсомольське      | Скадовський            | Петропавлівка  | ПВРУ 1037-VIII |
| село   | Комунарівка        | Скадовський            | Радісне        | ПВРУ 1037-VIII |
| село   | Ленінське          | Скадовський            | Карабулат      | ПВРУ 1037-VIII |
| село   | Птахівка           | Скадовський            | Олександрівка  | ПВРУ 1377-VIII |
| селище | Радгоспне          | Скадовський            | Благодатне     | ПВРУ 984-VIII  |
| село   | Ленінка            | Цюрупинський           | Рідне          | ПВРУ 1353-VIII |
| село   | Пролетарка         | Цюрупинський           | Челбурда       | ПВРУ 1377-VIII |
| місто  | Цюрупинськ         | Цюрупинський           | Олешки         | ПВРУ 1377-VIII |
| селище | Цюрупинськ         | Цюрупинський           | Пойма          | ПВРУ 1377-VIII |
| село   | Жовтневе           | Чаплинський            | Благодатне     | ПВРУ 1037-VIII |
| селище | Жовтневе           | Херсонська міськрада   | Інженерне      | ПВРУ 1377-VIII |
| селище | Куйбишеве          | Херсонська міськрада   | Зимівник       | ПВРУ 1377-VIII |
| селище | Петровського       | Херсонська міськрада   | Благовіщенське | ПВРУ 1377-VIII |

### Хмельницька область
| Тип    | Стара назва    | Район                 | Нова назва           | Посилання      |
| ------ | -------------- | --------------------- | -------------------- | -------------- |
| село   | Жовтневе       | Волочиський           | Лісове               | ПВРУ 1037-VIII |
| село   | Петрівське     | Волочиський           | Бутівці              | ПВРУ 1377-VIII |
| село   | Радянське      | Деражнянський         | Іванківці            | ПВРУ 1377-VIII |
| село   | Петрівське     | Дунаєвецький          | Балинівка            | ПВРУ 1377-VIII |
| село   | Улянівка       | Ізяславський          | Гаврилівка           | ПВРУ 1377-VIII |
| село   | Жовтневе       | Кам'янець-Подільський | Мукша Китайгородська | ПВРУ 1377-VIII |
| село   | Жовтневе       | Красилівський         | Нові Терешки         | ПВРУ 1377-VIII |
| село   | Улянівка       | Красилівський         | Юхт                  | ПВРУ 1037-VIII |
| село   | Улянівка Друга | Красилівський         | Світле               | ПВРУ 1037-VIII |
| село   | Чапаєвка       | Красилівський         | Калинівка            | ПВРУ 1037-VIII |
| селище | Комунар        | Новоушицький          | Загродське           | ПВРУ 1377-VIII |
| село   | Радгоспне      | Полонський            | Радісне              | ПВРУ 1037-VIII |
| село   | Ленінське      | Старокостянтинівський | Лісове               | ПВРУ 1037-VIII |
| село   | Петрівське     | Старосинявський       | Хутір Дашківський    | ПВРУ 1377-VIII |
| село   | Ленінське      | Теофіпольський        | Підліски             | ПВРУ 1037-VIII |
| село   | Улянове        | Теофіпольський        | Гаївка               | ПВРУ 1377-VIII |
| село   | Червона Зірка  | Хмельницький          | Прибузьке            | ПВРУ 1377-VIII |
| село   | Ленінське      | Чемеровецький         | Вишневе              | ПВРУ 1037-VIII |

### Черкаська область
| Тип    | Стара назва       | Район                  | Нова назва        | Посилання      |
| ------ | ----------------- | ---------------------- | ----------------- | -------------- |
| селище | Незаможник        | Городищенський         | Хрестівка         | ПВРУ 1377-VIII |
| село   | Ленінське         | Драбівський            | Богданівка        | ПВРУ 984-VIII  |
| село   | Петровського      | Драбівський            | Привітне          | ПВРУ 1353-VIII |
| селище | Радгоспне         | Драбівський            | Квітневе          | ПВРУ 984-VIII  |
| селище | Петровського      | Золотоніський          | Степове           | ПВРУ 984-VIII  |
| село   | Чапаєвка          | Золотоніський          | Благодатне        | ПВРУ 1353-VIII |
| селище | Петрівське        | Кам'янський            | Лісове            | ПВРУ 984-VIII  |
| село   | Кірове            | Корсунь-Шевченківський | Корнилівка        | ПВРУ 1377-VIII |
| село   | Вікторівка        | Маньківський           | Поминик           | ПВРУ 1377-VIII |
| село   | Жовтневе          | Монастирищенський      | Бубельня          | ПВРУ 1377-VIII |
| село   | Петрівка          | Монастирищенський      | Хейлове           | ПВРУ 1377-VIII |
| село   | Чапаєвка          | Монастирищенський      | Панський Міст     | ПВРУ 1377-VIII |
| село   | Ленінське         | Смілянський            | Чубівка → Ленське | ПВРУ 1377-VIII |
| селище | Здобуток Жовтня   | Тальнівський           | Здобуток          | ПВРУ 1037-VIII |
| селище | Політвідділовець  | Уманський              | Малий Затишок     | ПВРУ 1037-VIII |
| селище | Жовтневе          | Чорнобаївський         | Мирне             | ПВРУ 1353-VIII |
| селище | Жовтневий Промінь | Чорнобаївський         | Журавлине         | ПВРУ 1353-VIII |
| селище | Комінтерн         | Чорнобаївський         | Привітне          | ПВРУ 1353-VIII |
| село   | Ленінське         | Чорнобаївський         | Степове           | ПВРУ 1353-VIII |

### Чернівецька область
| Тип  | Стара назва | Район        | Нова назва     | Посилання      |
| ---- | ----------- | ------------ | -------------- | -------------- |
| село | Радгоспівка | Герцаївський | Маморниця Вама | ПВРУ 1353-VIII |

### Чернігівська область
| Тип    | Стара назва        | Район               | Нова назва          | Посилання      |
| ------ | ------------------ | ------------------- | ------------------- | -------------- |
| село   | Петрівське         | Бахмацький          | Вишневе             | ПВРУ 1374-VIII |
| село   | Петровського       | Бахмацький          | Вишневе             | ПВРУ 984-VIII  |
| село   | Червона Зірка      | Бахмацький          | Залісся             | ПВРУ 984-VIII  |
| село   | Дзержинського      | Бобровицький        | Молодіжне           | ПВРУ 1353-VIII |
| село   | Червоноармійське   | Бобровицький        | Вишневе             | ПВРУ 1353-VIII |
| село   | Більшовик          | Борзнянський        | Забілівщина Друга   | ПВРУ 1037-VIII |
| село   | Кіровське          | Борзнянський        | Острів Надії        | ПВРУ 1353-VIII |
| село   | Петрівка           | Борзнянський        | Махнівка            | ПВРУ 1467-VIII |
| село   | Червона Україна    | Борзнянський        | Українка            | ПВРУ 1353-VIII |
| село   | Червоний Остер     | Борзнянський        | Остер               | ПВРУ 984-VIII  |
| село   | Радянське          | Городнянський       | Слобода             | ПВРУ 1353-VIII |
| село   | Жовтневе           | Ічнянський          | Нова Ольшана        | ПВРУ 1377-VIII |
| село   | Пролетарське       | Ічнянський          | Боярщина            | ПВРУ 1377-VIII |
| село   | Петрівське         | Козелецький         | Мостище             | ПВРУ 1377-VIII |
| село   | Жовтневе           | Коропський          | Рождественське      | ПВРУ 1377-VIII |
| село   | Пролетарське       | Коропський          | Поліське            | ПВРУ 984-VIII  |
| село   | Свердловка         | Коропський          | Деснянське          | ПВРУ 984-VIII  |
| село   | Червона Поляна     | Коропський          | Поляна              | ПВРУ 984-VIII  |
| село   | Червоне            | Коропський          | Билка               | ПВРУ 1377-VIII |
| село   | Червоний Лан       | Коропський          | Некрите             | ПВРУ 984-VIII  |
| село   | Червоний Ранок     | Коропський          | Ранок               | ПВРУ 1037-VIII |
| селище | Комсомольське      | Корюківський        | Довжик              | ПВРУ 984-VIII  |
| село   | Червона Буда       | Корюківський        | Романівська Буда    | ПВРУ 984-VIII  |
| село   | Червоний Довжик    | Корюківський        | Бурківка            | ПВРУ 984-VIII  |
| село   | Жовтневе           | Менський            | Покровське          | ПВРУ 1037-VIII |
| село   | Ленінівка          | Менський            | Сахнівка            | ПВРУ 984-VIII  |
| село   | Пам'ять Леніна     | Менський            | Загорівка           | ПВРУ 984-VIII  |
| селище | Чапаєвка           | Менський            | Садове              | ПВРУ 984-VIII  |
| село   | Червоний Маяк      | Менський            | Овчарівка           | ПВРУ 984-VIII  |
| село   | Червоні Гори       | Менський            | Святі Гори          | ПВРУ 984-VIII  |
| село   | Червоні Луки       | Менський            | Луки                | ПВРУ 984-VIII  |
| село   | Червоні Партизани  | Менський            | Нові Броди          | ПВРУ 984-VIII  |
| село   | Григорівка         | Ніжинський          | Мильники            | ПВРУ 1353-VIII |
| село   | Григоро-Іванівка   | Ніжинський          | Ніжинське           | ПВРУ 1353-VIII |
| село   | Радгоспне          | Ніжинський          | Яблуневе            | ПВРУ 1353-VIII |
| село   | Червоний Колодязь  | Ніжинський          | Чистий Колодязь     | ПВРУ 1377-VIII |
| село   | Червоний Шлях      | Ніжинський          | Станція Лосинівська | ПВРУ 1353-VIII |
| село   | Кірове             | Новгород-Сіверський | Троїцьке            | ПВРУ 1037-VIII |
| село   | Красне             | Новгород-Сіверський | Сапожків Хутір      | ПВРУ 984-VIII  |
| село   | Жовтень            | Носівський          | Лісові Хутори       | ПВРУ 1353-VIII |
| село   | Карла Маркса       | Носівський          | Вербове             | ПВРУ 1353-VIII |
| село   | Кіровка            | Носівський          | Платонівка          | ПВРУ 1377-VIII |
| село   | Червоні Партизани  | Носівський          | Володькова Дівиця   | ПВРУ 1377-VIII |
| село   | Шлях Ілліча        | Носівський          | Яблунівка           | ПВРУ 1353-VIII |
| село   | Володимирівка      | Прилуцький          | Димирівка           | ПВРУ 1037-VIII |
| село   | Воровського        | Прилуцький          | Світанкове          | ПВРУ 1037-VIII |
| село   | Жовтневе           | Прилуцький          | Дмитрівка           | ПВРУ 1037-VIII |
| село   | Комуна             | Прилуцький          | Лісове              | ПВРУ 984-VIII  |
| село   | Пролетарське       | Прилуцький          | Ладівщина           | ПВРУ 984-VIII  |
| село   | Незаможне          | Ріпкинський         | Вертеча             | ПВРУ 1353-VIII |
| село   | Пролетарська Рудня | Ріпкинський         | Рудня               | ПВРУ 984-VIII  |
| село   | Червона Гута       | Ріпкинський         | Гута                | ПВРУ 984-VIII  |
| село   | Жовтневе           | Семенівський        | Янжулівка           | ПВРУ 1353-VIII |
| село   | Першотравневе      | Семенівський        | Хандобоківка        | ПВРУ 984-VIII  |
| село   | Улянівське         | Семенівський        | Брониви             | ПВРУ 1377-VIII |
| село   | Червоний Гай       | Семенівський        | Березовий Гай       | ПВРУ 984-VIII  |
| село   | Червоний Пахар     | Семенівський        | Луб'яне             | ПВРУ 1377-VIII |
| село   | Горького           | Срібнянський        | Антішки             | ПВРУ 984-VIII  |
| село   | Сильченкове        | Талалаївський       | Стара Талалаївка    | ПВРУ 1353-VIII |
| село   | Червоний Плугатар  | Талалаївський       | Плугатар            | ПВРУ 1353-VIII |
| село   | Радянська Слобода  | Чернігівський       | Трисвятська Слобода | ПВРУ 1377-VIII |
| село   | Улянівка           | Чернігівський       | Вознесенське        | ПВРУ 1037-VIII |
| село   | Червоне            | Чернігівський       | Жидиничі            | ПВРУ 1353-VIII |
| місто  | Щорс               | Щорський            | Сновськ             | ПВРУ 1353-VIII |

## Список міст і сіл, що підлягають зміні назви, за даними УІНП[12]
| Тип    | Назва              | Район (підпорядкування)              | Область          | Примітка                                                    |
| ------ | ------------------ | ------------------------------------ | ---------------- | ----------------------------------------------------------- |
| село   | Артема             | Станично-Луганський                  | Луганська        |                                                             |
| село   | Артемівка          | Васильківський                       | Дніпропетровська |                                                             |
| село   | Артемівка          | Амвросіївський                       | Донецька         |                                                             |
| село   | Артемівка          | Бориспільський                       | Київська         | названа на честь Артема Кацана                              |
| село   | Артемівка          | Петрівський                          | Кіровоградська   | зняте з обліку обласною радою                               |
| село   | Артемівка          | Печенізький                          | Харківська       |                                                             |
| село   | Віліне             | Бахчисарайський                      | АР Крим          |                                                             |
| село   | Ворошилівка        | Калинівський                         | Вінницька        | не перейменовано, бо назву зводять до козаків Вороша і Шила |
| місто  | Жданівка           | Жданівська міськрада                 | Донецька         |                                                             |
| село   | Жданівка           | Магдалинівський                      | Дніпропетровська |                                                             |
| село   | Жовтневе           | Троїцький                            | Луганська        |                                                             |
| смт    | Комісарівка        | Перевальський                        | Луганська        |                                                             |
| село   | Комісарівка        | П'ятихатський                        | Дніпропетровська |                                                             |
| село   | Комісарівка        | Краснодонський                       | Луганська        |                                                             |
| село   | Комісарівка        | Березанський                         | Миколаївська     |                                                             |
| село   | Комісарове         | Великобурлуцький                     | Харківська       |                                                             |
| селище | Комунарське        | Генічеський                          | Херсонська       |                                                             |
| село   | Крупське           | Золотоніський                        | Черкаська        | назву зводять до першого поселенця на прізвище Круп         |
| селище | Ленінське          | Нововоронцовський                    | Херсонська       |                                                             |
| село   | Новопетрівське     | Новоодеський                         | Миколаївська     |                                                             |
| село   | Осипенко           | Нахімовський                         | Севастополь      |                                                             |
| село   | Островське         | Новомиколаївський                    | Запорізька       |                                                             |
| село   | Островське         | Новоодеський                         | Миколаївська     |                                                             |
| село   | Петрівськ          | Тарутинський                         | Одеська          |                                                             |
| село   | Петрівське         | Балаклійський                        | Харківська       |                                                             |
| село   | Петрівське         | Тельманівський                       | Донецька         |                                                             |
| село   | Петрівське         | Вільнянський                         | Запорізька       |                                                             |
| село   | Петрівське         | Волноваський, Петрівська сільрада    | Донецька         |                                                             |
| село   | Петрівське         | Дворічанський                        | Харківська       |                                                             |
| село   | Петрівське         | Добропільський, Шилівська сільрада   | Донецька         |                                                             |
| село   | Петрівське         | Краснокутський                       | Харківська       |                                                             |
| село   | Петрівське         | Прилуцький                           | Чернігівська     |                                                             |
| село   | Петрівське         | Солонянський                         | Дніпропетровська |                                                             |
| село   | Петрівське         | Старобешівський, Петрівська сільрада | Донецька         |                                                             |
| село   | Петрівське         | Старобешівський, Стильська сільрада  | Донецька         |                                                             |
| село   | Петрівське         | Старобільський                       | Луганська        |                                                             |
| село   | Петрівське         | Шахтарський                          | Донецька         |                                                             |
| село   | Піонерське         | Кролевецький                         | Сумська          | зняте з обліку обласною радою                               |
| село   | Сакко І Ванцетті   | Артемівський                         | Донецька         |                                                             |
| селище | Тельмана           | Липовецький                          | Вінницька        | зняте з обліку обласною радою                               |
| село   | Ударник            | Токмацький                           | Запорізька       |                                                             |
| село   | Ульяновка          | Білозерський                         | Херсонська       |                                                             |
| село   | Ульяновка          | Миколаївський                        | Одеська          |                                                             |
| село   | Фурманівка         | Кілійський                           | Одеська          |                                                             |
| село   | Червоне Поділля    | Каховський                           | Херсонська       |                                                             |
| село   | Червоний Пахар     | Глухівський                          | Сумська          | зняте з обліку обласною радою                               |
| село   | Червоногвардійське | Роменський                           | Сумська          | зняте з обліку обласною радою                               |

## Приклади перейменування вулиць міст
За прикладом Донецької області, від 20 % до 25 % усіх топонімів населених пунктів мають назви комуністичного походження, у тому числі близько 10 % — 12 % з групи А (на ім'я керівників СРСР, компартії, чекістів та на ім'я КПРС або Жовтневої революції, про групи дивись вище). Найбільша концентрація комуністичних топонімів спостерігається у невеличких містах (до 50000 — 70000 мешканців) та смт, менше — в селах, ще менша — в мегаполісах.
| Місто         | Пропозиції |
| ------------- | --- |
| Бахмут        | Пропозиції щодо перейменування вулиць міста Артемівська |
| Бровари       | Обговорення щодо перейменування вулиць |
| Вознесенськ   | Історична довідка вулиць, провулків, парків на території міста, назви яких містять символіку комуністичного тоталітарного режиму і підлягають перейменуванню |
| Вільногірськ  | Пропозиції мешканців міста щодо перейменування вулиць у м. Вільногірськ                                                                                      |
| Глобине       | Внесені пропозиції щодо перейменування вулиць |
| Гребінка      | Пропозиції щодо перейменування вулиць у Гребінці |
| Житомир       | Влада Житомира «відзвітувала» про результати громадських слухань щодо перейменування вулиць                                                                  |
| Жовті Води    | Обговорення пропозицій щодо перейменування вулиць та провулків в місті Жовті Води                                                                            |
| Кам'янське    | Пропозиції від Комісії щодо назв вулиць, які потребують перейменування                                                                                       |
| Київ          | У Києві розглянули пропозиції стосовно перейменування вулиць, назви яких пов'язані з комуністичним тоталітарним режимом                                      |
| Подільськ     | Пропозиції щодо перейменування |
| Краматорськ   | Переименование улиц в Краматорске: первые предложения |
| Новогродівка  | Про перейменування вулиць |
| Новомосковськ | Обговорення пропозицій щодо перейменування провулків, площ нашого міста                                                                                      |
| Лиманське     | Перейменування вулиць в смт. Лиманське |
| Лисичанськ    | Пропозиції щодо перейменування вулиць Лисичанська |
| Маріуполь     | Переименование объектов топономики Мариуполя |
| Обухів        | Рішення комісії щодо перейменування вулиць |
| Павлоград     | У Павлограді розпочато процес обговорення щодо перейменування вулиць                                                                                         |
| Покровськ     | http://krasn-rada.gov.ua/-i-i%5Bнедоступне+посилання+з+жовтня+2019%5D                                                                                        |
| Роздільна     | Перейменування вулиць міста Роздільна |
| Суми          | Пропозиції щодо перейменування вулиць у Сумах[недоступне посилання з липня 2019]                                                                             |
| Чернігів      | Комісія міськради підготувала пропозиції щодо перейменування вулиць у Чернігові                                                                              |